# Elvis Presley
Elvis Aaron Presley (Tupelo, Misisipi, 8 de enero de 1935-Memphis, Tennessee, 16 de agosto de 1977) fue un cantante y actor estadounidense. Apodado como «el rey del rock and roll», es considerado como uno de los iconos culturales más populares del siglo XX.
Nació en Tupelo (Misisipi), pero cuando tenía trece años, se mudó junto a su familia a Memphis, en Tennessee, donde en 1954 comenzó su carrera artística cuando el dueño de Sun Records, Sam Phillips, vio en él la manera de expandir la música afroamericana. Acompañado por el guitarrista Scotty Moore y el contrabajista Bill Black, fue uno de los creadores del rockabilly, un estilo de tempo rápido impulsado por un constante ritmo que consiste en una fusión de música country y rhythm and blues.
Tras llegar a un acuerdo con el empresario Tom Parker, su apoderado durante casi dos décadas, la compañía discográfica RCA Records consiguió un contrato para difundir su música. El primer sencillo con esta empresa, «Heartbreak Hotel», lanzado en enero de 1956, se convirtió en un éxito número uno. Pronto, tras sus apariciones en los medios, se convirtió en la figura principal del popular sonido del rock and roll, con una serie de presentaciones televisivas y éxitos que llegaron a la cima de las listas de ventas. Sus interpretaciones llenas de energía, sobre todo de canciones afroamericanas, y su estilo desinhibido lo hicieron enormemente popular y controvertido. Meses después, en noviembre de ese mismo año, llevó a cabo su debut cinematográfico con la película Love Me Tender.
Reclutado para el servicio militar en 1958, reanudó su carrera artística dos años más tarde, llegando parte de su material a alcanzar mayor éxito comercial desde entonces. Sin embargo, dio pocos conciertos en la década de 1960, guiado por Parker, se consagró a filmar películas para Hollywood y bandas sonoras, muchas de ellas ridiculizadas por la crítica. En 1968, tras siete años alejado de los escenarios, volvió a realizar actuaciones en directo en un especial de televisión que dio lugar a una amplia serie de conciertos en Las Vegas y también a varias giras musicales por Estados Unidos.
En 1973 protagonizó el primer concierto televisado, de ámbito mundial vía satélite, Aloha from Hawaii, visto por casi mil quinientos millones de personas. Finalmente, el consumo excesivo de medicamentos comprometió gravemente su salud, hasta que en 1977 murió súbitamente a la temprana edad de cuarenta y dos años.
Presley es considerado como una de las figuras más importantes de la cultura popular del siglo XX. American Idol se refirió a él como «el más grande ídolo mundial». Tenía una voz versátil y un inusual éxito en muchos géneros, entre ellos el country, el pop, las baladas, el góspel y el blues. Además, es el solista con más ventas en la historia de la música popular. Nominado a catorce premios Grammy, ganó tres y recibió uno en la categoría a la carrera artística a la edad de treinta y seis años, además de figurar en diversos salones de la fama musicales.

## Biografía y carrera

### Primeros años (1935-1953)

#### Infancia en Tupelo

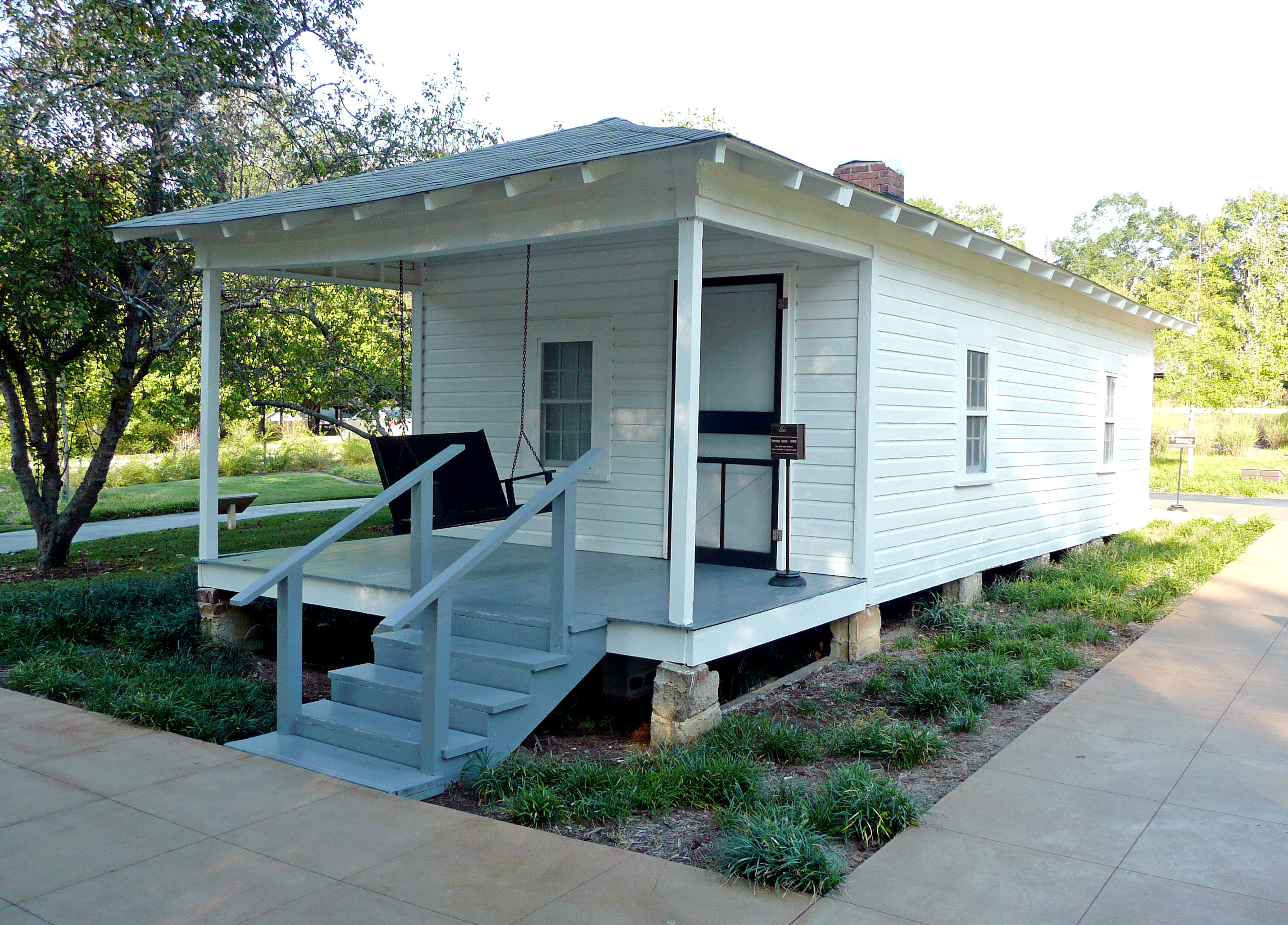
Casa donde nació Presley en 1935.

Elvis Presley nació el 8 de enero de 1935 en Tupelo, Misisipi. Sus padres fueron Vernon Elvis Presley (de 18 años de edad cuando nació Elvis) y Gladys Love Presley (nacida con el apellido de Smith, de 22 años de edad).
La ascendencia de Presley es una mezcla del oeste europeo: por el lado materno era escocés e irlandés, con algo de franco-normando; además, una de las tatarabuelas de Gladys era cheroqui. Los antepasados de su padre tenían origen escocés y alemán. Gladys era considerada por parientes y amigos como el miembro dominante de la pequeña familia. Vernon solo conseguía trabajos ocasionales. La familia dependía normalmente de la ayuda de vecinos y del gobierno. En 1938 perdieron su casa después de que Vernon fuera hallado culpable de alterar un cheque escrito por el dueño del terreno, hecho que le costó ocho meses de prisión, por lo que Elvis y Gladys tuvieron que mudarse a casa de unos parientes.
En septiembre de 1941 Elvis comenzó el primer grado en la escuela East Tupelo Consolidated, donde sus maestros lo consideraban un alumno «promedio». Durante su estancia en el instituto le animaron a participar en un concurso de canto tras haber impresionado a su maestra durante los rezos matutinos con una interpretación de la canción de estilo country «Old Shep» del cantante Red Foley. El concurso, llevado a cabo en el Mississippi-Alabama Fair and Dairy Show el 3 de octubre de 1945, fue su primera presentación en público: vestido de cowboy, un Elvis de diez años se subió a una silla para alcanzar el micrófono y cantó «Old Shep». El cantante recordó haber conseguido el quinto puesto. Pocos meses más tarde recibió su primera guitarra como regalo de cumpleaños, aunque esperaba otra cosa —una bicicleta o un rifle—. Al año siguiente, recibió clases elementales de guitarra impartidas por sus tíos y por el nuevo pastor de la iglesia familiar. Presley recordó: «Tomé la guitarra, miré a la gente tocarla y aprendí un poco. Pero nunca hubiera cantado en público, era muy tímido al respecto».
En Milam, la escuela de primaria a la que comenzó a asistir en sexto grado, era un muchacho marginado. Al año siguiente, comenzó a llevar su guitarra a diario al colegio donde solía tocarla y cantar durante los almuerzos, si bien los chicos del instituto solían burlarse de él al considerarlo un niño «del montón» que tocaba música hillbilly. Su familia vivía por aquel entonces en un barrio afroamericano. Como gran seguidor del espectáculo de Mississippi Slim en la estación radiofónica de Tupelo WELO, Presley era descrito habitualmente como «loco por la música» por el hermano menor de Slim, compañero de Presley, quien solía llevarlo a la estación y quien le enseñaría algunos acordes y técnicas en la guitarra. Cuando su protegido cumplió 12 años, Slim le programó dos presentaciones radiadas. En la primera, se sintió sobrecogido por el pánico escénico, pero a la semana siguiente logró con bastante éxito hacer una buena presentación.

#### Adolescencia en Memphis
En noviembre de 1948 la familia se mudó a Memphis, Tennessee. Tras residir durante casi un año en casas de huéspedes, se les garantizó un apartamento de dos habitaciones en el complejo de viviendas de protección oficial conocido como The Courts. Como estudiante de la Humes High School, Presley solo obtenía notas C (aprobado raspado) en octavo grado. Cuando su profesora de música le dijo que no tenía aptitudes para el canto, al día siguiente, llevó consigo su guitarra y cantó un éxito reciente «Keep Them Cold Icy Fingers Off Me», en un intento de rebatir tal comentario. Un compañero de clase suyo afirmaría más tarde que la profesora «coincidía en que Elvis tenía razón y que ella no apreciaba su forma de cantar». Solía ser muy tímido como para tocar abiertamente y en ocasiones era acosado por compañeros que lo veían como a un «nene de mamá». En 1950 comenzó a practicar de forma habitual con la guitarra bajo la tutela de Jesse Lee Denson, un vecino dos años y medio mayor que él. Ellos y otros tres chicos, entre los que estaban dos futuros pioneros del rockabilly, los hermanos Dorsey y Johnny Burnette, formaron un colectivo musical libre que tocaba frecuentemente por los alrededores de The Courts. En septiembre de ese año, comenzó a realizar anuncios en el Loew's State Theater.
Durante su tercer año en la educación secundaria, comenzó a sobresalir entre sus compañeros, en gran parte por su apariencia: se dejó crecer las patillas y se peinaba el cabello con aceite de rosas, vaselina y lubricante moldeándolo en un tipo de peinado llamado tupé, estilo que comenzó a ser popular entre los jóvenes de la época. En su tiempo libre, asistía a Beale Street, el corazón de la escena del blues de Memphis y miraba con anhelo la ropa extravagante y ostentosa en las ventanas de Lansky Brothers. En su último año escolar, ya las usaba. Finalmente superó su reticencia a tocar en el espectáculo anual de canto de Humes en abril de 1953. Cantando y tocando la guitarra, abrió este último con «Till I Waltz Again With You», un éxito reciente de Teresa Brewer. Presley afirmó que la presentación mejoró mucho su reputación: «No era popular en el colegio. [...] Suspendía música —[la única asignatura] que suspendí en toda mi vida y luego me hacen entrar en este concurso de talentos. [...] Cuando subí al escenario escuché a la gente murmurar y susurrar y demás, ya que nadie sabía que yo cantaba. Fue increíble lo popular que me hice después de aquello».
Presley, quien nunca había recibido clases oficiales de música, estudiaba y tocaba de oído. Frecuentaba tiendas de discos con gramófonos y se sabía todas las canciones de Hank Snow, aunque también le gustaban las canciones de otros cantantes de country como Roy Acuff, Ernest Tubb, Ted Daffan, Jimmie Rodgers, Jimmie Davis y Bob Wills. El cantante de gospel del sur de los Estados Unidos Jake Hess, uno de sus intérpretes favoritos, fue una influencia significativa en su estilo de cantar baladas. Asistía asiduamente como público al espectáculo mensual All-Night Singings, en el que muchos grupos de góspel de raza blanca reflejaban la influencia de la música espiritual afroamericana. Le encantaba también la música de la cantante negra de góspel Sister Rosetta Tharpe. Como algunos de sus colegas, tuvo que frecuentar los lugares donde se tocaba blues solo en las noches designadas para un público exclusivamente blanco. Sin duda alguna escuchaba las emisoras de radio regionales que transmitían discos de música afroamericana: espirituales, blues y el sonido moderno y recargado del rhythm and blues. Muchas de sus canciones se inspirarían en músicos afroamericanos locales como Arthur Crudup y Rufus Thomas. B.B. King recordó que había conocido a Presley antes de que se hiciera famoso cuando acostumbraba a frecuentar Beale Street. Cuando se graduó de la secundaria en junio de 1953, Elvis ya había escogido la música como su futuro.

### Primeras grabaciones (1953-1955)

#### Sam Phillips y Sun Records
En agosto de 1953 se registró por primera vez en las oficinas de Sun Records con la intención de pagar unos minutos para hacer uso del estudio y grabar un disco de acetato de doble cara: «My Happiness» y «That's When Your Heartaches Begin». Posteriormente afirmaría que el disco era un regalo para su madre, o que simplemente estaba interesado en escuchar «cómo sonaba» su voz, si bien una tienda de los alrededores también ofrecía un servicio de grabación de discos no profesional y a precio más asequible. El biógrafo Peter Guralnick opina que eligió la compañía Sun con la esperanza de ser descubierto. Cuando la recepcionista Marion Keisker le preguntó qué clase de cantante era, Presley le contestó: «Canto todos los géneros [de música]». Cuando le preguntó a qué cantante sonaba su voz, respondió: «No suena a ninguno». Tras la grabación, el jefe de Sun, Sam Phillips, le pidió a Keisker que escribiera el nombre del jovencito, cosa que hizo junto a un comentario personal: «Buen cantante de baladas. Retener». Presley grabó un segundo acetato en enero de 1954 —«I'll Never Stand In Your Way» y «It Wouldn't Be the Same Without You»—, si bien no darían fruto.

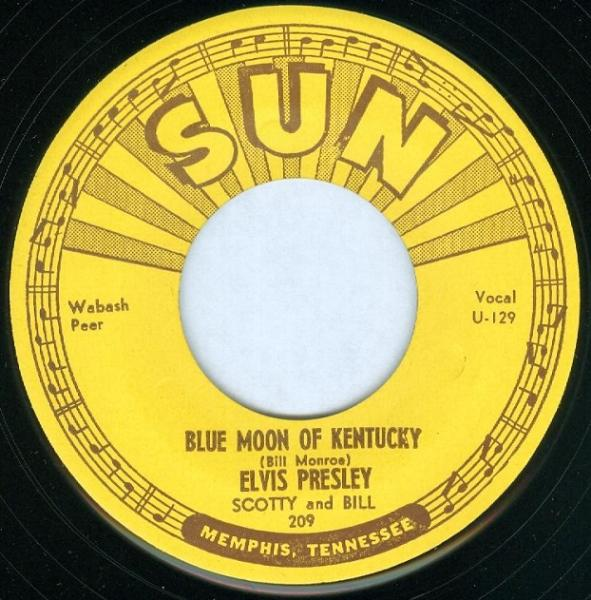
Disco de vinilo con el tema «Blue Moon of Kentucky», grabado por Elvis en 1954 con la compañía discográfica «Sun Records».

Al poco tiempo después no superó una audición para un cuarteto vocal local llamado The Songfellows. Tras el incidente, le explicó a su padre que la suerte no lo había acompañado y que le dijeron: «Que no sabía cantar». El miembro del grupo Jim Hamill afirmaría más tarde que no lo aceptaron porque en la audición no demostró tener oído para las armonías. En abril, comenzó a trabajar de camionero para la compañía Crown Electric. Su amigo Ronnie Smith, tras tocar en un par de conciertos con él, le sugirió que se pusiera en contacto con Eddie Bond, líder de la banda profesional en la que Smith tocaba, ya que estaban buscando un vocalista. Bond lo rechazó tras una prueba, aconsejándole que permaneciera trabajando de camionero «ya que tú nunca llegarás a tener éxito como cantante».
Mientras tanto, Phillips trataba de buscar a alguien que pudiera rescatar el sonido de los músicos negros para hacerlo llegar a un público más amplio. Como Keisker comentó: «Recuerdo a Sam decir una y otra vez: 'Si pudiera encontrar a un blanco que tuviera un sonido negro y un sentimiento negro, podría hacer mil millones de dólares'». En junio, adquirió una demo de la balada «Without You», que pensó que encajaría bien con el joven cantante. Presley pasó por el estudio, pero no estuvo a la altura que se esperaba de él. Pese a esto, Phillips le pidió que cantara todas las canciones que pudiera y se sintió tan impresionado por lo que escuchó que invitó a dos músicos locales, el guitarrista Winfield «Scotty» Moore y el contrabajista Bill Black para hacer arreglos con Presley en pro de una sesión de grabación.
La sesión, llevada a cabo en la tarde del día 5 de julio, no estaba rindiendo el fruto esperado y se prolongaría hasta altas horas de la noche. Cuando estaban a punto de tirar la toalla y marcharse a casa, Presley tomó su guitarra y tocó «That's All Right», un blues de 1946 de Arthur Crudup. Moore recuerda: «De repente, Elvis comenzó a tocar la canción, saltando y haciendo tonterías, pero después Bill tomó su contrabajo y comenzó también a tocar y a hacer tonterías, hasta que comencé a tocar con ellos. Creo que Sam tenía la puerta de la cabina de control abierta, [...] asomó su cabeza y dijo: "¿Qué estáis haciendo?" y le contestamos "No tenemos ni idea". "Bueno, volved al principio", dijo, "tratad de buscar un punto para comenzar y hacedlo de nuevo"». Phillips empezó entonces a grabarlos para percatarse de que ese era el sonido que siempre había estado buscando. Tres días más tarde, el popular DJ Dewey Phillips pinchó «That's All Right» en su programa Red, Hot, and Blue. Los oyentes comenzaron a llamar a la emisora para preguntar por el cantante. El interés fue tal que Phillips puso reiteradamente el tema durante las dos últimas horas de su programa. En una entrevista emitida en el aire, Phillips le preguntó a qué escuela de educación secundaria había asistido a fin de definir su color de piel, ya que muchos oyentes asumían que era negro. Durante los próximos días, el trío grabó una canción de bluegrass, el tema de Bill Monroe «Blue Moon of Kentucky», otra vez con un estilo distintivo y un improvisado efecto de eco que Sam Phillips había logrado al hacer los arreglos. Se lanzó un sencillo con «That's All Right» como lado A y «Blue Moon of Kentucky» en el reverso.

#### Primeras presentaciones en directo y contrato con RCA

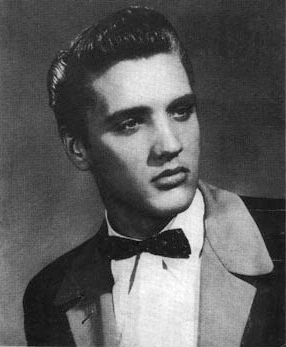
Elvis Presley en una fotografía promocional de Sun Records en 1954.

El trío tocó en público por primera vez el 17 de julio de 1954 en el Bon Air Club, en el que Presley todavía usaría su guitarra hecha para niños. Hacia fin de mes, aparecieron en el Overton Park Shell, como teloneros de Slim Whitman. Como resultado de su fuerte sensibilidad al ritmo combinada con su nerviosismo al tocar frente a tal cantidad de público, Presley comenzó a sacudir sus piernas mientras cantaba: sus pantalones de corte ancho pronunciaban sus movimientos, provocando que las mujeres jóvenes del público comenzaran a gritar. Moore recuerda: «Durante las partes instrumentales, se apartaba del micrófono para mover su cuerpo mientras tocaba la guitarra, y el público literalmente enloquecía». Black, un showman innato, tomó total control de su bajo, azotándolo con dobles "licks" de tal modo que a Presley le sonaba como a «un sonido realmente salvaje, como un tambor en la selva o algo [así]». Al poco tiempo después, Moore y Black abandonaron su vieja banda para tocar con regularidad con Presley y el DJ Bob Neal se convirtió en su mánager. Desde agosto a octubre, tocaron a menudo en el Eagle's Nest Club, por lo que comenzó a tener más confianza en sí mismo encima del escenario. Según Moore: «Sus movimientos eran una cosa natural, pero a su vez era realmente consciente de lo que provocaba esa reacción. Haría algo una vez y luego lo expandiría realmente rápido». Presley realizó la que sería su única presentación en el Grand Ole Opry de Nashville el 2 de octubre; tras una respuesta de cortesía del público, el mánager de Opry Jim Denny comentó a Phillips que su cantante «no es malo», pero que no encajaba en el programa. Dos semanas más tarde, lo contrataron en el Louisiana Hayride, rival del Opry. El programa, emitido desde Shreveport, se retransmitió a 198 emisoras en 28 estados. En el primer segmento, a Presley le sobrevino otro ataque de nervios, lo que provocó que durante unos instantes se quedase mudo, aunque en la segunda parte, que fue más enérgica, produjo una respuesta más entusiasta en el público. El batería del lugar, D. J. Fontana, aportó un nuevo elemento, complementando los movimientos de Presley con golpes acentuados que había perfeccionado en clubes de striptease. Al poco tiempo de dicho espectáculo, Hayride contrató a Presley por un año para que cantara los sábados por la noche. Tras vender su vieja guitarra por ocho dólares (y luego verla tirada en la basura al poco tiempo después), se compró una nueva de marca Martin por 175 dólares y comenzaron a tocar en nuevos escenarios de Houston (Texas) y Texarkana (Arkansas).
Hacia principios de 1955, las presentaciones regulares de Presley en Hayride, las constantes giras y la buena recepción de sus publicaciones lo convirtieron en una estrella regional, desde Tennessee hasta el oeste de Texas. En enero, Neal firmó un contrato de gestión con él y le presentó al coronel Tom Parker, a quien consideraba el mejor promotor en el negocio de la música. Parker, nacido en Países Bajos, aunque afirmaba proceder del oeste de Virginia, había conseguido una comisión de Jimmie Davis, antiguo cantante de música country y que era gobernador de Luisiana. Tras haber sido con éxito el mánager de la estrella country Eddy Arnold, estaba en aquel entonces trabajando con el nuevo cantante número uno, Hank Snow. Parker colocó como telonero a Presley en su gira de febrero. Cuando llegaron a Odessa, Texas, un Roy Orbison de 19 años vio a Presley por primera vez: «Su energía era increíble, su instinto simplemente asombroso. [...] Simplemente no sabía qué hacer. No había punto de referencia en la cultura para compararlo». Presley hizo su debut televisivo el 3 de marzo en la transmisión de KSLA-TV de Louisana Hatride. Poco después, no superó una audición para los Arthur Godfrey's Talent Scouts en la cadena televisiva CBS. Hacia agosto, Sun había lanzado diez temas acreditados a «Elvis Presley, Scotty y Bill». En las últimas, el batería se sumó al trío. Algunas de las canciones, como «That's All Right» se incluían dentro de lo que un periodista de Memphis describió diciendo que «se expresa en el lenguaje R&B utilizado en el campo del jazz negro»; otras, como «Blue Moon of Kentucky» estaban «más bien en el campo de la música country, pero había una curiosa cohesión de los dos géneros en ambas». Esta fusión de estilos dificultó que la música de Presley se tocara en las emisoras de radio. Según Neal, muchos disc jockeys se negaban a hacerlo porque sonaba muy similar a un artista negro y las emisoras de R&B, debido a que «sonaba mucho como un [intérprete de música] hillbilly». Esta fusión se empezó a conocer como «rockabilly». Por ese entonces, Presley era conocido como «El rey del bop del oeste», «El gato hillbilly» y «El relámpago de Memphis».
Presley renovó el contrato de gestión con Neal en agosto de 1955 y simultáneamente nombró a Parker su asesor especial. El grupo mantuvo un intenso programa de giras en la segunda mitad del año. Neal recuerda: «Era casi aterradora la reacción que despertaba Elvis en los varones adolescentes. Muchos de ellos estaban celosos de él y casi lo odiaban. Hubo ocasiones en algunos pueblos de Texas en las que teníamos que contratar a un guardaespaldas porque siempre había alguien que intentaba pegarle. Se juntaban varios y trataban de rodearlo, o algo por el estilo». El trío pasó a ser cuarteto cuando el batería de Hayride, D. L. Fontana, se sumó como miembro de pleno derecho. A mediados de octubre, dieron unos pocos conciertos como teloneros de Bill Haley, cuya canción «Rock Around the Clock» había sido un número uno el año anterior. Haley observó que Presley tenía un instinto natural con respecto al ritmo y le aconsejó cantar menos baladas.
En la Convención de Disc Jockeys de música country de principios de noviembre, se votó a Presley como el artista masculino más prometedor. En ese momento fueron muchas las compañías discográficas que mostraron interés por contratarlo. Después de que tres discográficas importantes le hubieran hecho ofertas de hasta 25 000 dólares, Parker y Phillips optaron por firmar un acuerdo con RCA Victor el 21 de noviembre para adquirir el contrato de Presley con Sun por una cantidad sin precedentes de 40 000 dólares. Presley, que tenía 20 años, aún era menor de edad, por lo que fue su padre quien firmó el contrato. Parker acordó con los dueños de Hill y Range Publishing, Jean y Julian Aberbach, crear dos entidades: Elvis Presley Music y Gladys Music, para recopilar todo el nuevo material grabado por el cantante. Se obligó a los compositores a renunciar a un tercio de sus derechos de autor a cambio de que Presley interpretara sus temas. Hacia diciembre, RCA comenzó a promocionar mucho a su nuevo cantante y antes del fin de aquel mes relanzó muchas de las canciones que había grabado con Sun.

### Explosión comercial y controversias (1956-1958)

#### Primera presentación en la televisión nacional y álbum debut
El 10 de enero de 1956 Presley hizo sus primeras grabaciones para RCA en Nashville. Con la finalidad de extender el grupo de los músicos de apoyo de Presley (Moore, Black y Fontana), RCA contrató al pianista Floyd Cramer, al guitarrista Chet Atkins y a tres cantantes de fondo, incluyendo a Gordon Stoker del cuarteto Jordanaires, para llenar el sonido. Esta sesión produjo la cambiante e inusual «Heartbreak Hotel», lanzada como sencillo el 27 de enero. Parker finalmente hizo que Presley apareciera en la televisión nacional y para esto programó seis presentaciones en dos meses en el programa Stage Show de CBS. En el programa, grabado en Nueva York, los líderes de big bands y los hermanos Tommy y Jimmy Dorsey eran los presentadores. Tras su primera aparición, el 28 de enero, Presley se quedó en la localidad para grabar en el nuevo estudio neoyorquino de RCA. Las sesiones dieron como resultado ocho canciones, incluyendo una versión del himno de rockabilly de Carl Perkins «Blue Suede Shoes». En febrero, el tema de Presley «I Forgot to Remember to Forget», una grabación de Sun lanzada en agosto del año anterior, llegó a los primeros puestos de la lista de música country de Billboard. El contrato de Neal expiró y el 2 de marzo Parker se convirtió en el mánager del cantante.
RCA Victor lanzó su álbum, Elvis Presley el 23 de marzo. Compuesto por cinco canciones no lanzadas previamente en su paso por Sun, sus otros siete temas eran de gran variedad. Había entre ellas dos temas de country y una alegre canción pop. Las otras definirían centralmente el sonido emergente del rock and roll: «Blue Suede Shoes» —«Un progreso con respecto a la de Perkins en casi todos los aspectos» según el crítico Robert Hilburn— y tres números de R&B que fueron temas del repertorio en directo de Presley durante cierto tiempo, versiones de canciones de Little Richard, Ray Charles y The Drifters. Como Hilburn describe, estas «eran las más reveladoras de todas. A diferencia de muchos artistas blancos [...] que resbalaron en los arenosos bordes de las versiones originales de R&B de las canciones de la década de 1950, Presley les dio otra forma. No solo aportó a las melodías su propia personalidad [en lo] vocal, sino que hizo que la guitarra, y no el piano, fuera el instrumento principal en los tres casos». Se convirtió el primer álbum de rock and roll en alcanzar la cima de la lista de Billboard, posición en la que permaneció diez semanas. Aunque Presley no fue un instrumentista innovador como Moore o los intérpretes afroamericanos contemporáneos Bo Diddley y Chuck Berry, el historiador cultural Gilbert B. Rodman argumenta que la portada del álbum, «de Elvis pasando un buen momento en el escenario con una guitarra en sus manos tuvo un papel crucial en transformar la guitarra [...] en el instrumento que capturaba mejor el estilo y espíritu de esta nueva música».

#### Milton Berle Showy «Hound Dog»
Presley hizo la primera de dos presentaciones en el Milton Berle Show de la NBC el 3 de abril de 1956. Su interpretación, en la cubierta del USS Hancock en San Diego, recibió aplausos de un público compuesto por la tripulación y los pasajeros. Días más tarde, un vuelo que llevaría a Presley y su banda a Nashville para una sesión de grabación los dejó sumamente impresionados, ya que un motor tuvo un accidente y el avión casi cae sobre Arkansas. Doce semanas después de su lanzamiento original, «Heartbreak Hotel» se convirtió en el primer éxito pop número uno de Presley. A fines de abril, comenzó un ciclo de presentaciones de dos semanas en el New Frontier Hotel y Casino de Las Vegas Strip. Los espectáculos tuvieron una escasa recepción por parte de los huéspedes conservadores y de mediana edad y un crítico de Newsweek lo describió como «una jarra de licor de maíz en una fiesta de champaña». Durante este ciclo, Presley, que tenía serias ambiciones actorales, firmó un contrato de siete años con Paramount Pictures. Comenzó una gira por el medio oeste a mediados de mayo y visitó 15 ciudades. Había asistido a numerosos conciertos de Freddie Bell and the Bellboys en Las Vegas y su versión de «Hound Dog», un éxito de 1952 de la cantante de blues Big Mama Thornton, lo impresionó tanto que la canción fue utilizada para el cierre de sus presentaciones. Tras un concierto en La Crosse, Wisconsin, se publicó un mensaje urgente en el diario de la diócesis católica local dirigido al director del FBI J. Edgar Hoover que advertía que «Presley es definitivamente un peligro para la seguridad de los Estados Unidos. [...] Sus acciones y movimientos buscan avivar las pasiones sexuales de los adolescentes. [...] Tras el concierto, más de mil adolescentes trataron de entrar en su camerino. [...] Indicaciones del daño que Presley hizo en La Crosse son las dos niñas de secundaria [...] en cuyo abdomen y muslos estaba [su] autógrafo».
Su segunda presentación en el Milton Berle Show fue el 5 de junio en el estudio de Hollywood de la NBC, durante otra ajetreada gira. Berle lo persuadió para que dejase su guitarra entre bastidores y además le dijo: «Deja que te vean, hijo». Durante la presentación, Presley detuvo su veloz interpretación de «Hound Dog» con un movimiento de su mano y realizó una lenta versión de la misma acentuándola con enérgicos y exagerados movimientos corporales. Esto le representó una ola de polémicas. Los críticos de televisión estaban indignados: Jack Gould de The New York Times comentó: «El señor Presley no posee una habilidad discernible para el canto. [...] Su fraseo, si puede llamárselo de esta forma, consiste en variaciones estereotipadas similares a una aria cantada en la ducha por un principiante. [...] Una de sus especialidades es un acentuado movimiento del cuerpo [...] que imita en forma primaria al repertorio de las rubias explosivas de las pasarelas de cabaret». Ben Gross del periódico de Nueva York Daily News opinó que la música popular «ha tocado fondo en los [movimientos] de Elvis Presley. [...] Elvis, quien mueve su pelvis [...] llevó a cabo una exhibición sugestiva y vulgar, teñida de los niveles de salvajismo que debería ser exclusivo de los [...] prostíbulos». Ed Sullivan, cuyo espectáculo de variedades era el más popular a nivel nacional, lo juzgó «incongruente con el público familiar». Para su pesar, pronto pasaron a llamarlo «Elvis la pelvis», lo que consideró «una de las expresiones más infantiles que escuché nunca, viniendo de un adulto».

#### Steve Allen Showy primera presentación con Sullivan
Los programas tenían tantos espectadores que aun así Presley consiguió una presentación programada para el 1 de julio en el Steve Allen Show de NBC en Nueva York. Allen, que no era seguidor del rock and roll, presentó a un «nuevo Elvis», vestido con moño negro y levita. Presley cantó «Hound Dog» en menos de un minuto, usando un sombrero alto. Como describió el historiador televisivo Jake Austen: «Allen pensaba que Presley carecía de talento y era absurdo, [...] arregló todo para que mostrara su contrición». Allen, por su parte, comentó más tarde que halló a Presley «extraño, desgarbado, con ese carisma provinciano, esa belleza difícil de definir y su encantadora y seductora extravagancia» y simplemente mostró al cantante la «fábrica de comedia» habitual de su programa. Presley se referiría luego a la interpretación que realizó allí como la más ridícula de su carrera. Más tarde esa noche, apareció también en Hy Gardner Calling, otro programa popular. Cuando la prensa le preguntó si había aprendido algo de las críticas recibidas, Presley respondió: «No, no lo he hecho, no siento que esté haciendo nada malo. [...] No veo cómo cualquier tipo de música tendría una mala influencia en la gente cuando se trata solo de música. [...] Quiero decir, ¿cómo puede la música rock and roll hacer que alguien se rebele contra sus padres?».

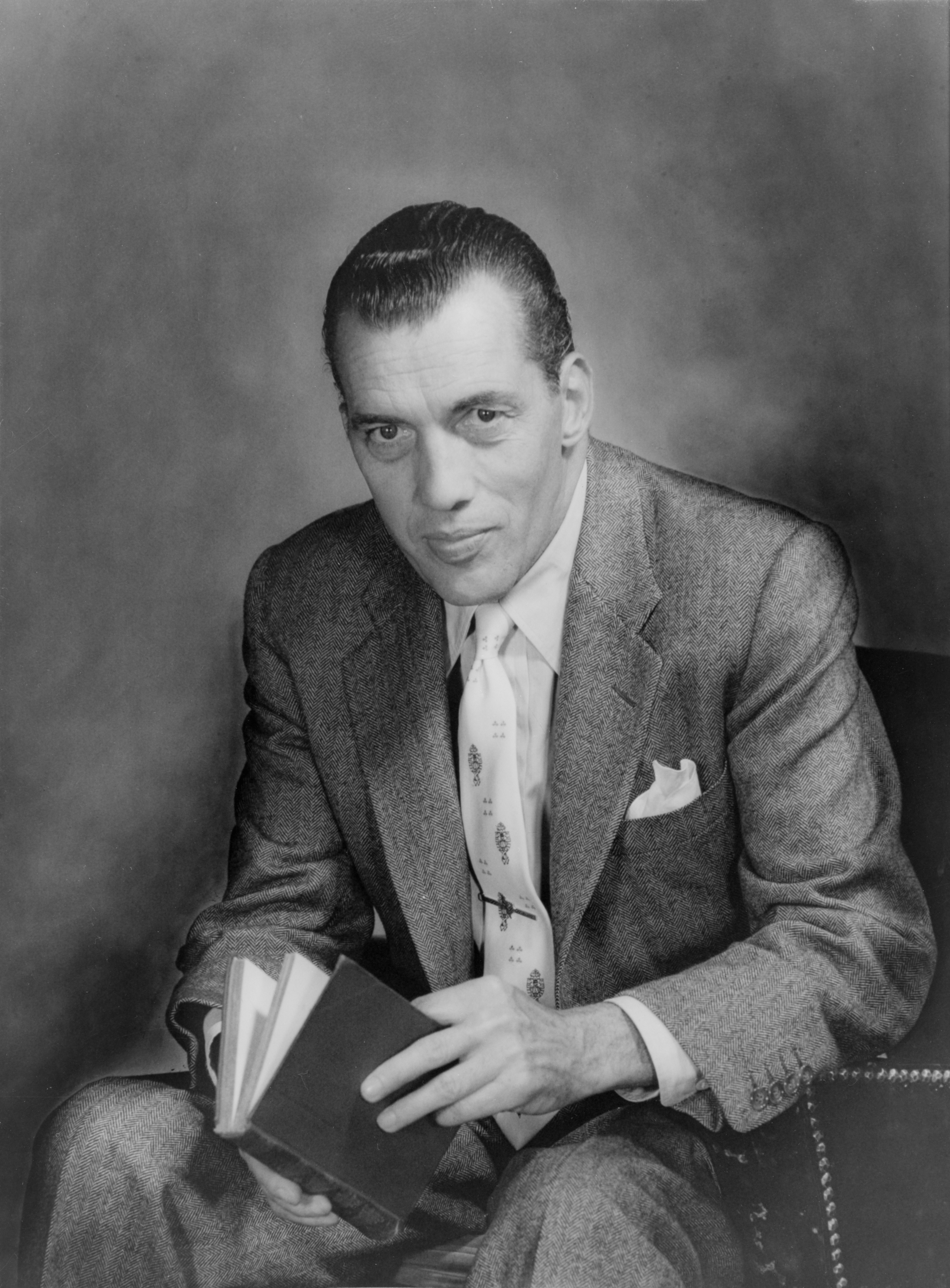
La rivalidad entre los programas de Steve Allen y Ed Sullivan (en la fotografía) catapultó a Presley hacia el estrellato.

Al día siguiente, Presley grabó «Hound Dog» junto con «Any Way You Want Me» y «Don't Be Cruel». The Jordanaires grabaron las armonías vocales, como lo habían hecho en The Steve Allen Show; además, el grupo trabajaría junto a Presley en la década de 1960. Unos pocos días más tarde, el cantante realizó un concierto al aire libre en Memphis, sobre el que anunció: «¿Sabes? Toda esa gente de Nueva York no va a cambiarme nada. Les mostraré cómo es el verdadero Elvis esta noche». En agosto, un juez de Jacksonville, Florida, ordenó a Presley moderar sus acciones. En su siguiente interpretación se mostró más recatado, excepto cuando realizó un movimiento sugestivo con su dedo meñique para burlarse de la orden. El sencillo de «Hound Dog» y «Don't Be Cruel» prevaleció en la cima de las listas durante once semanas —un récord que no sería superado en los 36 años siguientes. Las sesiones de grabación para el segundo álbum de Presley tuvieron lugar en Hollywood durante la primera semana de septiembre. Jerry Leiber y Mike Stoller, los autores de «Hound Dog» crearon a su vez «Love Me».
El programa de Allen con Presley —en su primera presentación— derrotó al de Ed Sullivan de la cadena CBS. El presentador, pese a su juicio de junio, contrató al cantante por tres presentaciones por una suma sin precedentes de 50 000 dólares. La primera, el 9 de septiembre de 1956, fue vista por casi 60 millones de espectadores —un récord de 82,6 % del público televisivo. El actor Charles Laughton presentó el espectáculo y reemplazó a Sullivan mientras se recuperaba de un accidente de tráfico. Presley apareció esa noche en dos segmentos de la CBS Television City en Hollywood. Según la leyenda de Elvis, se le grabó de la cintura para arriba. Observando fragmentos de los programas de Allen y Berle junto a su productor, Sullivan opinó que Presley «tenía algún objeto colgando debajo de la ingle de sus pantalones, entonces, cuando mueve sus piernas atrás y adelante, se puede ver el relieve de su polla. [...] Creo que es una botella de Coca-Cola. [...] Simplemente no podemos pasar esto un domingo por la noche, ¡esto es un espectáculo familiar!». Sullivan dijo públicamente a TV Guide «En cuanto a sus vaivenes, la cosa entera se puede controlar con [determinados tipos de] tomas». De hecho, lo mostraron de pies a cabeza en los dos primeros bloques. Dado que el trabajo de las cámaras era relativamente discreto durante su debut, con planos donde se recortaban sus piernas cuando bailaba, el público del estudio reaccionó de la forma acostumbrada: gritando. La interpretación del cantante de lo que sería su próximo sencillo, la balada «Love Me Tender» provocó que se solicitaran casi un millón de copias de forma previa al lanzamiento oficial. Más que ningún otro evento, su primera presentación en The Ed Sullivan Show fue lo que lo hizo famoso a nivel nacional en proporciones sin precedentes.
Además de su ascenso a la fama, estaba teniendo lugar un cambio cultural que él mismo ayudó a inspirar y acabó simbolizando. El historiador Marty Jezer afirmó que, encarnando la «locura pop más grande desde Glenn Miller y Frank Sinatra [...] Presley integró el rock and roll en el mainstream de la cultura popular. [...] Debido a que Presley creó el patrón artístico, otros artistas lo siguieron. [...] [Él], más que nadie, dio a la juventud una confianza en sí mismos como individuos y de alguna forma unificó a [esa] generación —la primera en Estados Unidos en sentir el poder de una cultura adolescente unificada».

#### Reacción del público y debut cinematográfico
La respuesta del público en los conciertos en directo de Presley comenzó a volverse cada vez más febril. Moore recuerda: «Él comenzaría con «You ain't nothin' but a Hound Dog» y ellos simplemente tendrían una crisis nerviosa. Siempre reaccionaban de la misma manera, siempre era un escándalo». En los dos conciertos que dio en septiembre en el Mississippi-Alabama Fair and Dairy Show, se añadieron cincuenta guardaespaldas a la presencia policial para prevenir los disturbios entre el público. Elvis, el segundo álbum de Presley, se lanzó en octubre y llegó rápidamente al primer puesto. Sobre el impacto cultural y musical de los trabajos de Presley, desde «That's All Right» hasta Elvis, el crítico de rock Dave Marsh opinó que «estas grabaciones, más que ningunas otras, contienen las semillas de lo que el rock and roll era, ha sido y muy probablemente será».
Presley regresó al programa de Sullivan, presentado esta vez por él mismo, el 28 de octubre. Tras su interpretación, un grupo de personas en Nashville y St. Louis quemaron un muñeco que se asemejaba a él. Su primera película, Love Me Tender, se lanzó el 21 de noviembre. Aunque no tuvo una inmensa cantidad de ventas, el título original de la película, The Reno Brothers, se cambió para poner énfasis en su último sencillo número uno: «Love Me Tender» había llegado a la cima de las listas de venta a principios de ese mes. Para aprovecharse de la popularidad de Presley, se añadieron cuatro números musicales a lo que originalmente era un papel en el que únicamente actuaba. Aunque no recibió buenas críticas, tuvo buenos resultados en taquilla.
El 4 de diciembre, Presley llegó a los estudios de Sun Records, donde Carl Perkins y Jerry Lee Lewis se encontraban grabando y se dedicó a improvisar con ellos. Aunque Phillips ya no tenía derecho a lanzar cualquier material grabado por Presley, se aseguró de que dicha sesión quedase registrada en las cintas. Los resultados se convirtieron en la leyenda de las grabaciones del «Million Dollar Quartet» —se supuso durante mucho tiempo que Johnny Cash también había tocado, pero solo se presentó allí en una ocasión debido a una invitación de Phillips. El año finalizó con una historia en portada del Wall Street Journal que hacía eco de que la mercancía de Presley le había aportado 22 millones de dólares y la declaración de Billboard de que había posicionado más canciones en el Top 100 que ningún otro artista desde que se crearon las listas. En su primer año completo en RCA, una de las compañías más grandes de la industria de la música, Presley había producido cerca del 50 % de las ventas de sencillos de la discográfica.

#### Colaboración con Leiber y Stoller y anuncio de reclutamiento

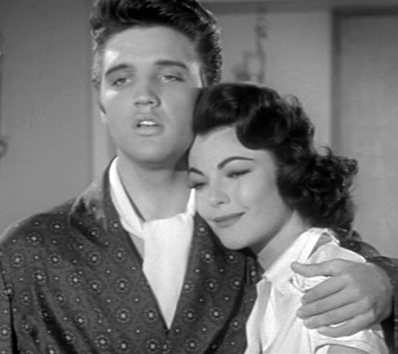
Presley junto a Judy Tyler en una escena de Jailhouse Rock, 1957.

Presley realizó su tercera y última presentación en el espectáculo de Ed Sullivan el 6 de enero de 1957 —en esta ocasión, también se le grabó de la cintura para arriba. Algunos comentaristas afirmaron que Parker intentó darle una apariencia de censura para generar más polémica en la prensa. En cualquier presentación, como describe el crítico Greil Marcus, Presley «no se restringía. Olvidando la insípida ropa negra que había usado en los dos primeros espectáculos, optó por el extravagante disfraz de bajá. Desde el maquillaje de sus ojos, el cabello que caía sobre su cara hasta la contextura abrumadoramente sexual de su boca, estaba interpretando el papel de Rodolfo Valentino en The Sheik, sin todos sus frenos». Al terminar, para enseñar su registro vocal y desafiar los deseos de Sullivan, Presley cantó un suave espiritual negro llamado «Peace in the Valley». Hacia el final del programa, Sullivan lo declaró «un muchacho de bien, realmente decente». Dos días después, la junta de reclutamiento de Memphis anunció que Presley se clasificaría como A1 —es decir, en óptimas condiciones para el servicio militar— y sería probablemente reclutado en ese año.
Cada uno de los sencillos que Presley lanzó en el primer semestre de 1957 fueron número uno: «Too Much», «All Shook Up» y «(Let Me Be Your) Teddy Bear». En aquel entonces ya era una estrella internacional y comenzaba a atraer admiradores incluso donde su música no se lanzaba de manera oficial. Bajo el título «Grabaciones de Presley desatan la locura soviética», The New York Times publicó que las ediciones de su música hechas en placas de rayos X desechadas —copias pirata— estaban alcanzando precios muy altos en Leningrado. Entre rodajes de películas y sesiones de grabación, el cantante encontró también tiempo para adquirir una mansión de 18 habitaciones a trece kilómetros al sur de Memphis para él y sus padres: Graceland. Loving You, la banda sonora de su segunda película lanzada en julio, fue el tercer álbum número uno consecutivo del cantante. La canción homónima al título fue compuesta por Leiber y Stoller, que fueron contratados para componer las seis canciones grabadas en las sesiones para Jailhouse Rock, el siguiente filme de Presley. El equipo de compositores produjo las pistas y creó fuertes lazos de trabajo con el cantante, de tal modo que incluso los llamaba «su hechizo de buena suerte». El tema homónimo también fue número uno, así como el Jailhouse Rock EP.

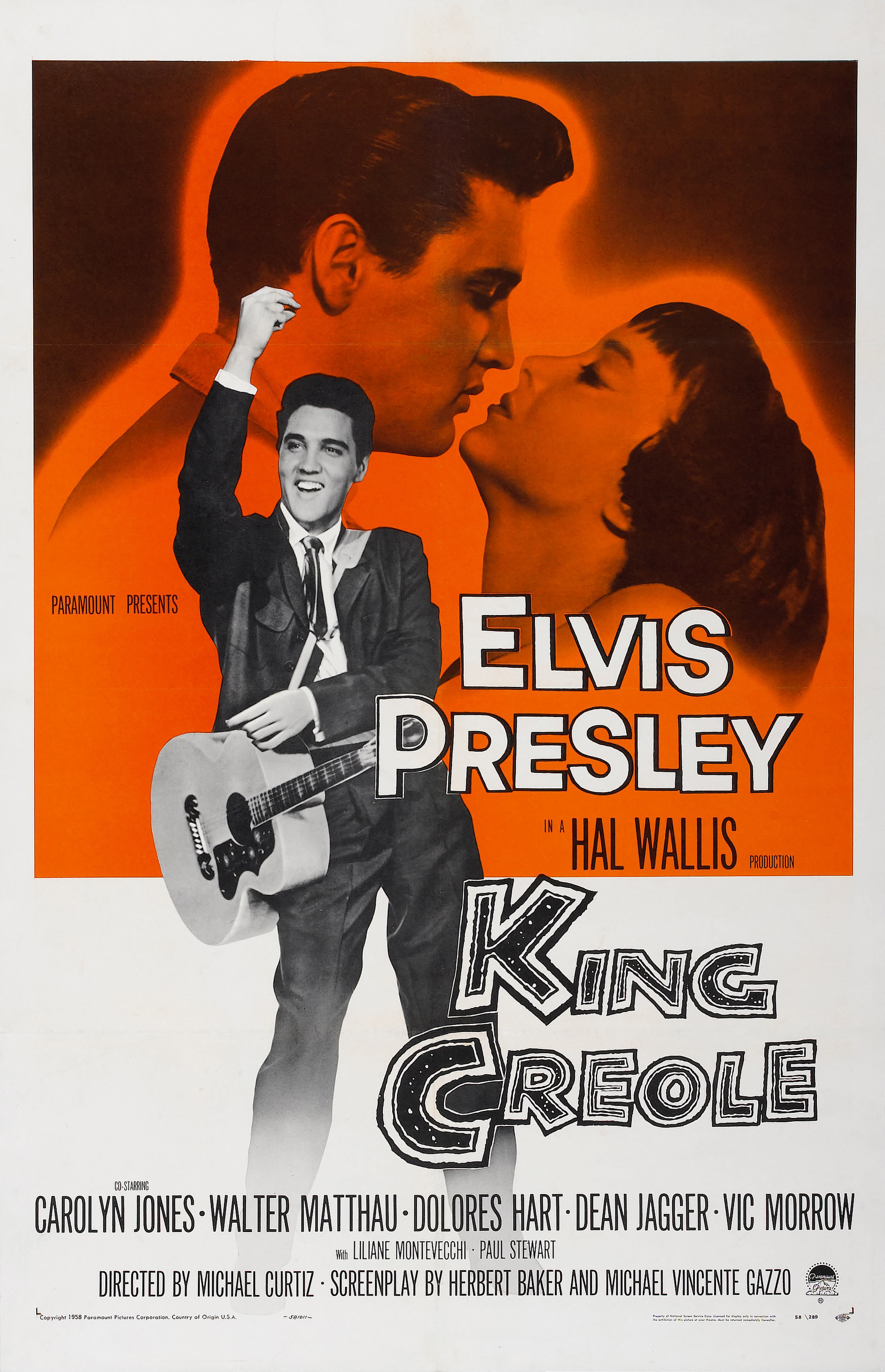
Afiche promocional de la película King Creole, dirigida por Michael Curtiz y protagonizada por Presley, en 1958.

Presley se embarcó en tres breves giras durante el año y continuó generando una respuesta alocada del público. Un periódico de Detroit insinuó que «el problema con ir a ver a Elvis Presley es que es probable que te maten». Un grupo de estudiantes de Villanova le arrojaron huevos en Filadelfia y en Vancouver, llegando la multitud a causar tal disturbio que acabaron destruyendo el escenario. Frank Sinatra, famoso por inspirar el desvanecimiento en las adolescentes en la década de 1940, condenó este nuevo fenómeno musical. En un artículo de una revista, describió el rock and roll como «brutal, feo, degenerado, lleno de vicios. [...] Aloja casi todas las reacciones negativas y destructivas en los jóvenes. Es cantado, tocado y escrito, mayoritariamente, por gansos cretinos. [...] Deploro este afrodisíaco de olor a podrido». Cuando se le pidió su respuesta a tales comentarios, Presley dijo: «Admiro a ese hombre, tiene derecho a decir lo que quiera. Tiene un gran éxito y es un buen actor, pero creo que no debería haber dicho eso. [...] [El rock and roll] es una tendencia, [es] lo que él tuvo que enfrentar cuando comenzó hace varios años».
Leiber y Stoller regresaron al estudio para grabar Elvis' Christmas Album. Hacia el fin de una sesión, compusieron una canción a petición de Presley: «Santa Claus Is Back in Town», una balada cargada de insinuaciones. Este lanzamiento navideño extendió la lista de álbumes número uno consecutivos del cantante a cuatro y se convertiría con el tiempo en el álbum navideño más vendido de la historia. Tras las sesiones, Moore y Black, que percibían modestos sueldos semanales y no así el éxito masivo financiero de Presley, renunciaron. Aunque fueron contratados de nuevo y se les dio un sueldo diario unas semanas más tarde, quedó claro que la banda no había sido parte del círculo íntimo del cantante durante un tiempo. El 20 de diciembre, Presley recibió el anuncio de su reclutamiento. Se le concedió un aplazamiento para finalizar King Creole, en la cual Paramount y el productor Hal Wallis ya habían invertido 350 000 dólares. Un par de semanas después, «Don't», otro tema de Leiber y Stoller, se convirtió en su décima canción en la cima de las listas de venta, 21 meses después de que «Heartbreak Hotel» lo llevase al primer puesto por primera vez. Las sesiones para su banda sonora comenzaron en Hollywood a mediados de enero. Leiber y Stoller aportaron tres canciones, pero esta sería la última vez que colaboraran tan cercanamente con Presley. Otro encuentro en un estudio el 1 de febrero marcó otro final: esa sería la última vez que Black tocaría con Presley, ya que fallecería en 1965.

### Servicio militar y muerte de su madre (1958-1960)

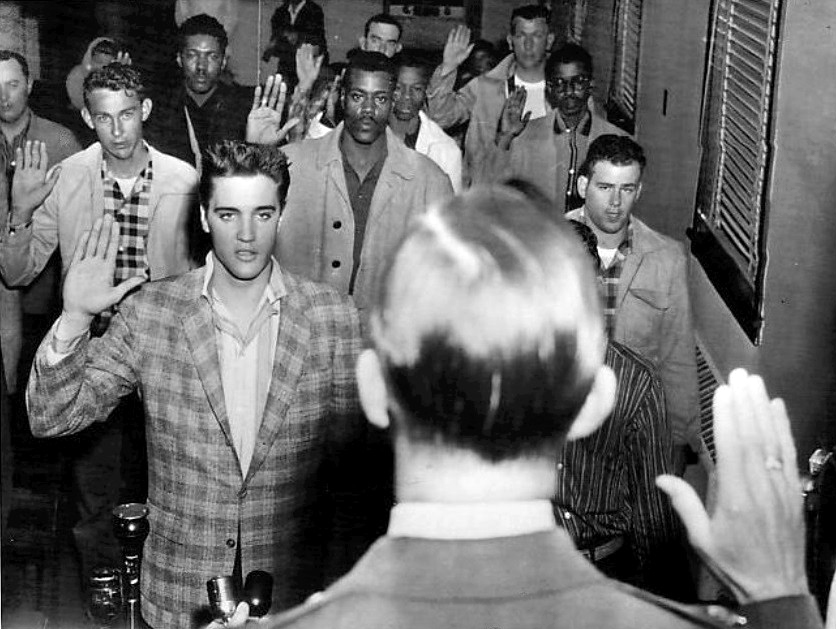
Presley juramentando en el ejército de los Estados Unidos en Fort Chaffee, Arkansas, el 24 de marzo de 1958

El 24 de marzo de 1958, Presley se alistó en el ejército estadounidense como un soldado raso en Fort Chaffee, cerca de Fort Smith, Arkansas. El capitán Arlie Metheny, el oficial de información, no estaba preparado para la atención de la prensa provocada por la llegada del cantante. Cientos de personas se reunieron para ver al artista cuando este bajaba del autobús; algunos fotógrafos inclusive se hallaban instalados ya en la base. Presley anunció que esperaba cumplir con su temporada militar, además de señalar que no quería ser tratado de forma diferente a cualquier otro soldado, diciendo: «El ejército puede hacer lo que quiera conmigo». Más tarde, en Fort Hood, Texas, la teniente coronel Marjorie Schulten le dio carta blanca a la prensa por un día, así que al día siguiente declaró que Presley estaba fuera del alcance de los medios.
Poco después de que Presley iniciara su entrenamiento básico en Fort Hood, fue visitado por Eddie Fadal, un empresario al que había conocido cuando se hallaba de gira en Texas. Fadal informó a los medios de que Presley estaba convencido de que su carrera como cantante había llegado a su fin —«Estaba firmemente convencido de eso»—. Presley obtuvo un permiso para ausentarse del entrenamiento por dos semanas a principios de junio, tras lo cual visitó cinco lugares en Nashville. Hecho lo anterior, regresó a su entrenamiento, aunque a principios de agosto a su madre se le diagnosticó hepatitis y su estado de salud se agravó. Ante esto, el cantante obtuvo una licencia de emergencia para visitar a su madre, llegando a Memphis el 12 de agosto. Dos días después, ella falleció de insuficiencia cardíaca, a los 46 años de edad. Presley quedó devastado; su relación con ella había sido por lo general extremadamente cercana: incluso en ese entonces, ellos se comunicaban entre sí con un lenguaje de bebés y Presley la llamaba con nombres de mascotas.

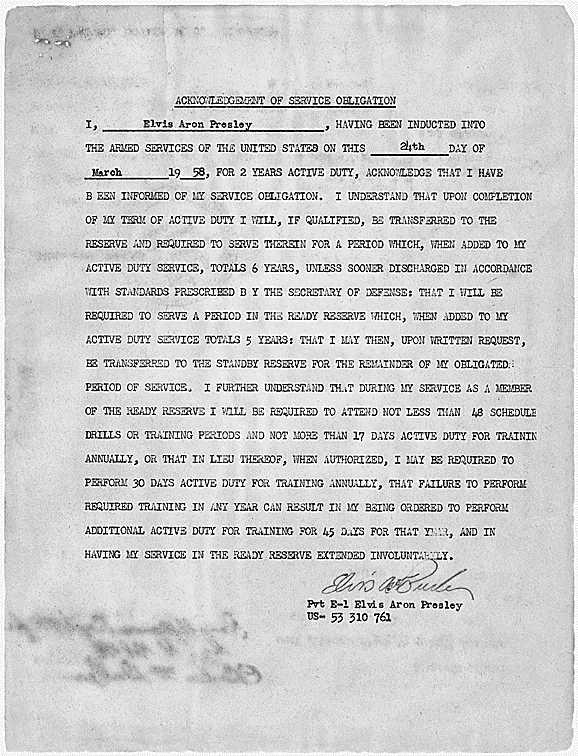
Documento que acredita el alistamiento de Presley en el ejército estadounidense, en marzo de 1958.

Al finalizar su entrenamiento en Fort Hood, Presley se unió a la 3.ª División Blindada en Friedberg, Alemania, el 1 de octubre. Ahí fue cuando tuvo su primer acercamiento con las anfetaminas a través de un sargento, volviéndose «prácticamente evangélico sobre sus beneficios» que eran principalmente una «mayor fuerza» y una notoria pérdida de peso. De hecho, varios de sus amigos en la división se mostraron condescendientes con él sobre su uso. Asimismo, durante su temporada militar, Presley comenzó a practicar el karate, disciplina a la cual le guardó una suma seriedad, incorporándolo luego en sus actuaciones en vivo. Sus compañeros en la base militar cumplieron con el deseo de Presley en cuanto a que se lo recordara como un soldado capaz y ordinario, a pesar de su fama, cuyo mayor atributo había sido su generosidad estando en pleno servicio. Se sabe que el cantante donó su salario del ejército a la caridad, además de comprar televisores para la base y una serie de uniformes adicionales para todos.
Mientras se hallaba en Friedberg, conoció a Priscilla Beaulieu, que en ese entonces apenas tenía 14 años de edad. Posteriormente, ambos contraerían matrimonio tras un noviazgo de siete años y medio de duración. En su autobiografía, Priscilla dijo que a pesar de sus preocupaciones de que ello podría arruinar su carrera, Parker convenció a Presley de que para ganar el respeto de la gente debía servir a su país como un soldado regular más allá de ingresar a los Servicios Especiales, donde habría sido capaz de realizar algunas actuaciones musicales y permanecer en contacto con el público. Los reportes de la prensa hicieron eco sobre las preocupaciones de Presley por su carrera, sin embargo el productor de RCA Steve Sholes y Freddy Bienstock, de Hill and Range, ya se habían preparado cuidadosamente para su ausencia de dos años. Con una cantidad considerable de material inédito, ambos lograron mantener un flujo constante de lanzamientos exitosos en ese entonces. Se sabe que entre su ingreso al servicio militar y su posterior aprobación, Presley había logrado ingresar 40 temas en el top ten de las listas de popularidad, entre los cuales se incluyeron «Wear My Ring Around Your Neck», «Hard Headed Woman» y «One Night» en 1958, así como «(Now and Then There's) A Fool Such as I» y «A Big Hunk o' Love» en 1959. RCA igualmente logró lanzar en este período cuatro álbumes recopilatorios de material previo grabado por el cantante, destacándose Elvis' Golden Records (1958), el cual logró alcanzar el tercer puesto en el listado japonés LP chart.

### Enfoque en el cine (1960-1967)

#### El regreso de Elvis
Presley regresó a los Estados Unidos el 2 de marzo de 1960, y fue licenciado honorablemente con el rango de sargento tres días después. Debido al constante asedio con el que se topó el tren que lo llevó de Nueva Jersey a Tennessee prácticamente en todo el camino, Presley se vio en la necesidad de satisfacer a sus seguidores realizando apariciones espontáneas en ciertas escalas del tren. La noche del 20 de marzo entró al estudio Nashville de RCA para editar pistas que formarían un nuevo álbum junto con un sencillo, «Stuck on You», que se lanzó de inmediato para convertirse en un éxito instantáneo. En otra sesión en Nashville llevada a cabo dos semanas después surgieron dos de sus sencillos más exitosos, las baladas «It's Now or Never» y «Are You Lonesome Tonight?», junto con el resto del álbum Elvis Is Back!, que muestra varias canciones descritas por Greil Marcus como una completa «amenaza» de Chicago blues «dirigida por la guitarra acústica con súper altavoces de Presley, la brillante ejecución de Scotty Moore y el trabajo de sax hecho por Boots Randolph. La interpretación de Elvis no era sexy, sino pornográfica». En su integridad, el material «evocó la visión de un intérprete que podía serlo todo», en las propias palabras del historiador musical John Robertson: «un ídolo adolescente coqueto con un corazón de oro; un amante tempestuoso y peligroso; un cantante de gutbucket blues; un artista sofisticado de un club nocturno; [un] rockero estridente». Lanzado solo algunos días después de que se finalizara su grabación, el material logró posicionarse en el segundo puesto del Billboard 200.
Presley retornó al medio televisivo el 12 de mayo, como invitado en el programa The Frank Sinatra Timex Special —algo irónico para Frank Sinatra y él, dado el rechazo que tenía Sinatra respecto al rock and roll—. También conocido como Welcome Home Elvis, el especial televisivo se había grabado a finales de marzo, la única vez en todo el año que Presley hizo alguna interpretación frente a una audiencia. Parker garantizó un pago inaudito de 125 000 dólares por los ocho minutos que Presley permaneció cantando. La transmisión atrajo una gran audiencia.
La banda sonora G.I. Blues de la primera película de Presley desde su regreso alcanzó los primeros puestos de ventas en octubre. Su primer LP de material sacro, His Hand in Mine, se lanzó apenas dos meses después y logró posicionarse en el puesto 13 del pop chart estadounidense, así como en el tercer sitio del mismo listado en territorio británico, los cuales son logros importantes si se considera que se trata de un álbum gospel. En febrero de 1961, Presley llevó a cabo dos espectáculos para un evento caritativo en Memphis, a nombre de 24 asociaciones regionales. Durante un almuerzo previo al evento, RCA lo presentó con una placa que certificaba que el artista había logrado vender más de 75 millones de copias a nivel mundial. En una sesión de 12 horas de duración en Nashville, a mediados de marzo, surgió la mayor parte del siguiente álbum del cantante, Something for Everybody. De acuerdo con John Robertson, dicho material ejemplifica el sonido Nashville, estilo restringido y cosmopolita que definiría la música country en los años 1960. Además de ofrecer una perspectiva del estilo que adoptaría Presley por lo menos en los siguientes cinco años, el álbum es en gran parte «un pastiche agradable y amenazante de la música que alguna vez fue el patrimonio de Elvis». Con el tiempo se convertiría en su sexto LP en alcanzar los primeros puestos de las listas. El 25 de marzo se organizó en Hawái otro concierto benéfico para recaudar fondos para un memorial de Pearl Harbor. Esa sería la última presentación pública de Presley por siete años.

#### Perdido en Hollywood

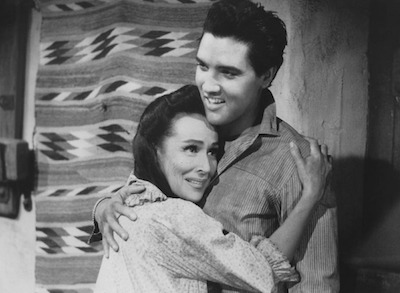
Siendo abrazado por Dolores del Río, en Flaming Star (1960).

Para entonces, Parker ya había programado una apretada agenda cinematográfica para Presley, centrada específicamente en comedias musicales de presupuesto modesto y, básicamente, estándares en cuanto a su trama y estructuras. Al principio, Presley insistió en aparecer en filmes serios, sin embargo, una vez que dos de sus cintas dramáticas —Flaming Star (1960) y Wild in the Country (1961)— no obtuvieron los ingresos esperados, decidió irse por las comedias. Entre las 27 películas en las que participó durante los años 1960, hubo si acaso algunas excepciones. A grandes rasgos, sus cintas fueron duramente criticadas por los medios; en una de las reseñas, se las catalogó como un «panteón de mal gusto». A pesar de ello, la mayoría de ellas logró ser un éxito en taquilla. Hal Wallis, productor de nueve de éstas, declaró en algún instante: «Una película de Presley es la única cosa segura que hay en Hollywood [en referencia a sus buenas recaudaciones]».
De las películas protagonizadas por el cantante en esta época, quince se hicieron acompañar de bandas sonoras mientras que cinco se comercializaron junto con sus respectivos soundtracks en formato EP. La rapidez entre las fechas de producción y de estreno de las películas —con frecuencia, actuaba en tres cintas al año— terminó por afectar su carrera musical. De acuerdo con Jerry Leiber, el concepto de las bandas sonoras ya era notorio desde antes de que Presley dejara el ejército: «tres baladas, un [número] medio tempo, un tempo ascendente y un hit de danza tipo blues». Conforme avanzó la década, la calidad de los temas incorporados en cada banda sonora fue «decreciendo progresivamente». Julie Parrish, quien apareció en Paradise, Hawaiian Style (1966), dijo que detestó varias de las canciones elegidas para sus películas. Gordon Stoker, de The Jordanaires, describe lo siguiente respecto a la idea de Presley de desechar este concepto: «El material era tan malo que él sentía como si no pudiese cantarlo». La mayoría de los álbumes de este tipo contenían una o dos canciones escritas por notables personajes tales como el dúo conformado por Doc Pomus y Mort Shuman. Pero en términos generales, de acuerdo con el biógrafo Jerry Hopkins, los números indicaban como si hubiesen sido «escritas por hombres que nunca comprendieron en verdad a Elvis o el rock and roll». A pesar de la calidad de las canciones, se comentó que Presley había interpretado bien las piezas, aunque con cierto compromiso. No obstante, para otros como el crítico Dave Marsh tampoco Presley salía bien librado al respecto. En su reseña, Marsh detalló: «Presley no lo está intentando, probablemente lo más sabio en el material como 'No Room to Rumba in a Sports Car' y 'Rock-a-Hula Baby'».
En la primera mitad de la década, tres de las bandas sonoras de Presley alcanzaron el primer puesto en las listas de popularidad, y unas cuantas de sus canciones más populares provinieron de sus películas, como por ejemplo «Can't Help Falling in Love» (1961) y «Return to Sender» (1962). («Viva Las Vegas», el tema para la película del mismo nombre de 1964 fue un éxito menor al lanzarse en el lado B, volviéndose realmente popular tiempo después). Sin embargo, como ocurriera con la calidad artística, el éxito comercial empezó a deteriorarse con el paso del tiempo. Durante un lapso de casi cinco años —que van de 1964 a 1968— Presley únicamente logró que uno de sus sencillos alcanzara el top ten de los listados: «Crying in the Chapel» (1965), un tema góspel grabado en 1960. En cuanto a material no relacionado con bandas sonoras, entre el lanzamiento de Pot Luck en junio de 1962 y el estreno de la banda sonora para el especial televisivo que marcó su regreso en noviembre de 1968, solamente un LP de material inédito se lanzó al mercado: el álbum góspel How Great Thou Art (1967). Este le dio al cantante su primer Grammy en la categoría de «Mejor interpretación sacra». Tal y como Marsh describió, Presley era «sin lugar a dudas el más grandioso intérprete blanco de música gospel de su época [y] realmente el último artista del rock & roll que convirtió al gospel en un componente vital de su personalidad musical y de sus canciones».
Poco antes de la temporada navideña de 1966, más de siete años desde su primer encuentro, Presley le propuso matrimonio a Priscilla Beaulieu. Ambos se casaron el 1 de mayo de 1967, en una breve ceremonia celebrada en su suite en el hotel Aladdin en Las Vegas. El flujo de películas estándares y las bandas sonoras producidas en un solo montaje continuó. No fue sino hasta octubre de 1967, cuando el LP para el filme Clambake registró un nuevo récord de ventas bajas para un material del artista, cuando los ejecutivos de RCA empezaron a preocuparse al respecto. «Ya para entonces, por supuesto, el daño estaba hecho», como señalaron luego los historiadores Connie Kirchberg y Marc Hendrickx. En su apunte, añadieron: «Elvis fue visto como una broma por los amantes serios de la música, y catalogado como un artista que ya no era exitoso para nadie excepto para sus seguidores más leales».

### Regreso (1968-1973)

#### Elvis: el especial del regreso de 1968

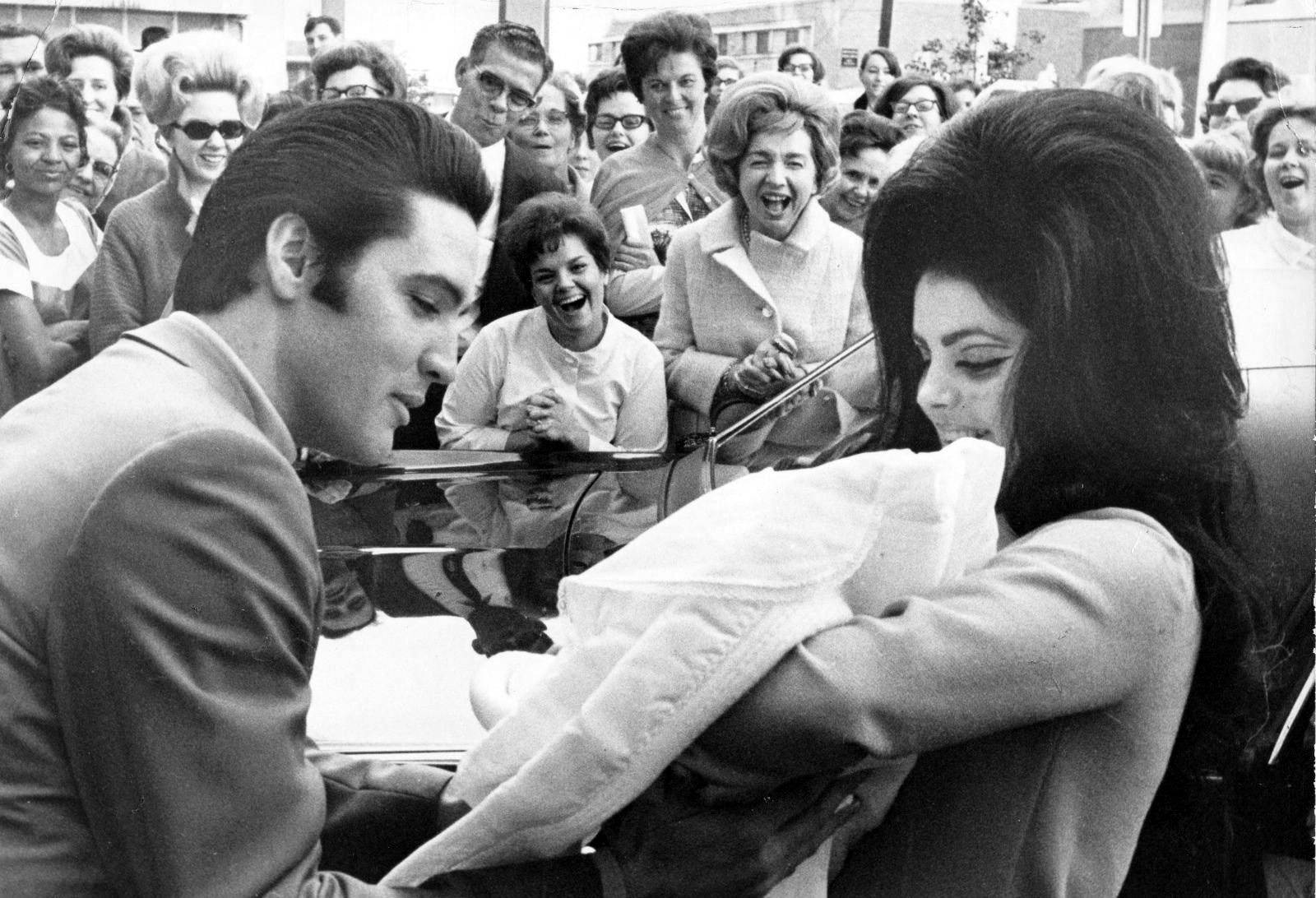
Presley y su esposa Priscilla con su hija, Lisa Marie, en febrero de 1968.

La única hija de Presley, Lisa Marie, nació el 1 de febrero de 1968, durante una etapa en la que el cantante comenzaba a sentirse extremadamente infeliz con su carrera. De los ocho sencillos que lanzó entre enero de 1967 y mayo de 1968, solamente dos figuraron en el top 40, y ninguno de éstos logró posicionarse más arriba del sitio número 28. Su siguiente banda sonora, Speedway, llegaría al sitio 82 del listado Billboard. En ese tiempo, Parker volvió a programarle a Presley algunas apariciones en televisión, medio del que se había ausentado desde el Sinatra Timex Show en 1960. Al final, logró un acuerdo con la NBC en donde la compañía aceptó financiar un programa en vivo del cantante además de transmitir un especial navideño.
Grabado a finales de junio, el especial —conocido simplemente como Elvis— se transmitió el 3 de diciembre de 1968. Posteriormente llamado «el especial del regreso de 1968», el programa mostró a Presley cantando con una banda frente a una pequeña audiencia, convirtiéndose en las primeras actuaciones en vivo del artista desde 1961. En los segmentos en vivo, Presley vistió un ajustado traje de cuero negro, y tocó la guitarra e interpretó varias de sus canciones en un estilo desinhibido semejante al de sus primeras interpretaciones de rock and roll. El director y coproductor Steve Binder había trabajado lo suficiente como para hacer que el cantante se sintiera cómodo y producir al mismo tiempo un programa que fuera distinto a la hora de villancicos que Parker originalmente planeó. El show, que pasó a ser el más visto de NBC en esa temporada, logró atraer a un 42% del total de la audiencia. Jon Landau, de la revista Eye, señaló: «Hay una especie de magia cuando miras a un hombre que se ha perdido a sí mismo y encuentra su camino de vuelta a casa. Cantó con el tipo de poder que la gente ya no espera de los cantantes de rock 'n' roll. Movió su cuerpo con una falta de pretensión y esfuerzo que debió haber hecho que Jim Morrison se pusiera verde de envidia». Dave Marsh consideró el especial como una «grandeza emocional y una resonancia histórica».
Para enero de 1969, el sencillo «If I Can Dream», escrito para el especial, alcanzó el puesto 12 en los listados de ventas. La banda sonora ingresó a su vez en el top ten. De acuerdo con Jerry Schilling, el especial del regreso de 1968 le recordó a Presley de lo que «él no había sido capaz de hacer por años, siendo por fin capaz de elegir a la gente; de elegir qué cantar y no lo que le dijeran que debía estar en la banda sonora. [...] Estaba fuera de prisión, hombre». Binder señaló luego acerca de la reacción de Presley sobre el especial: «Le puse a Elvis el programa de 60 minutos y me dijo en la sala de exhibición: 'Steve, es la mejor cosa que jamás haya hecho en mi vida. Te doy mi palabra de que nunca más cantaré una canción en la que no crea'».

#### From Elvis In Memphisy el International Hotel
Impulsado por el éxito del especial del regreso, Presley se sometió a una prolífica serie de sesiones de grabación en el American Sound Studio, que al final llevaron a la creación del aclamado álbum From Elvis in Memphis. Estrenado en junio de 1969, se convirtió en su primer álbum secular no inspirado en alguna película y surgido de un período en los estudios de grabación en ocho años, por lo menos. Dave Marsh describió al compilatorio como «una pieza maestra en la que Presley de inmediato se entiende con las tendencias musicales pop que parecían haber desaparecido en él durante los años en que se involucró en el cine. Canta canciones country, soul y rockeras con una verdadera convicción y un logro impresionantes». El álbum incorporó el sencillo «In the Ghetto», lanzado en abril y que alcanzó el tercer puesto en el pop chart —el primer éxito top ten no gospel de Presley desde «Bossa Nova Baby» en 1963—. Al anterior, le siguieron otros hits provenientes de sus sesiones en el American Sound: «Suspicious Minds», número uno de la lista de Billboard en el año de 1969 «Don't Cry Daddy» y «Kentucky Rain».

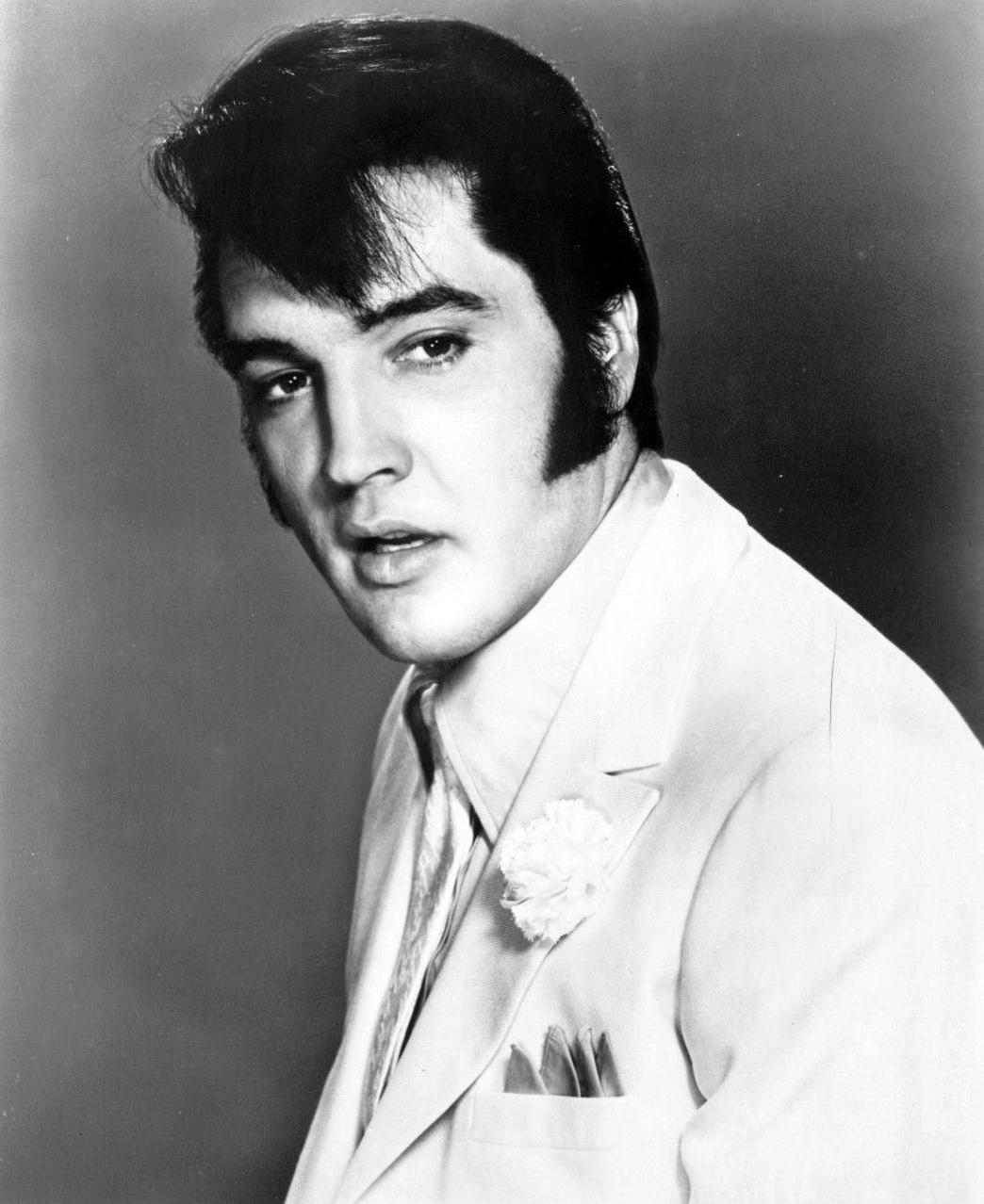
Presley en una foto publicitaria para The Trouble with Girls (1968).

En esa época, Presley retomó su interés en volver a aparecer en vivo de forma regular. Tras el éxito del especial de 1968, las ofertas no se hicieron esperar de varias regiones del mundo. Entre ellas destacó la del London Palladium que ofreció hasta 28 000 dólares por un contrato de una semana, a la cual Parker respondió: «Esto suena bien para mí, ahora ¿cuánto pueden conseguir para Elvis?». En mayo, el recién inaugurado International Hotel en Las Vegas, acreedor de la mayor sala de exposiciones en la ciudad, anunció que había contratado a Presley. Ciertamente, se llegó a un acuerdo con él en donde éste llevaría a cabo 57 presentaciones en cuatro semanas, comenzando el 31 de julio de ese año. Moore, Fontana y The Jordanaires declinaron participar en esas apariciones, preocupados de perder la sesión lucrativa que tendrían en Nashville. Debido a esto, Presley tuvo que juntar una nueva compañía de primera categoría encabezada por el guitarrista James Burton y que incluía además a dos grupos gospel, The Imperials y Sweet Inspirations. A pesar de ello, se sintió un tanto nervioso al respecto: su único acuerdo anterior en Las Vegas, en 1956, había sido un desastre. Parker, quien intentó convertir el regreso del intérprete en el evento comercial del año, se encargó de supervisar que dichas apariciones tuvieran aún un mayor impulso promocional. Por su parte, el dueño del hotel Kirk Kerkorian acordó enviar su propio avión a Nueva York para que trajera consigo a reporteros especializados en el rock con tal de que estuviesen presentes en la actuación debut de Presley.
Presley se subió al escenario sin ninguna presentación. La audiencia de 2200 personas, entre las cuales se hallaban varias celebridades, le dio una ovación de pie antes de que cantara siquiera una nota y una adicional al término de su actuación. Una tercera aclamación le siguió a la interpretación de «Can't Help Falling in Love» (canción que sería su tema de cierre para muchas de sus apariciones en los años 1970). En una conferencia de prensa tras el show debut, cuando un reportero se refirió a él como «El Rey», Presley apuntó hacía Fats Domino, quien se hallaba en el lugar, y dijo: «Ese es el verdadero rey del rock and roll». Al día siguiente, las negociaciones de Parker con el dueño del hotel llevaron a la firma de un contrato de cinco años en el que Presley debía cantar cada febrero y agosto, con un salario anual de un millón de dólares. Newsweek comentó: «Hay varias cosas increíbles sobre Elvis, pero lo más fascinante es su poder de permanencia en un mundo donde las carreras meteóricas desaparecen como estrellas fugaces». Rolling Stone a su vez catalogó el regreso de Elvis como «su resurrección supernatural». En noviembre, la última película de Presley, Change of Habit, se estrenó. El álbum doble From Memphis To Vegas/From Vegas To Memphis salió a la venta en ese mismo mes y volvieron nuevamente las ventas millonarias de álbumes que había tenido su renovación con el extraordinario Elvis From Memphis, el primer LP contaba con cinco actuaciones desde el International Hotel, mientras que el restante contenía más cortes de sus sesiones en el American Sound. «Suspicious Minds» se posicionó en el primer puesto de los listados, convirtiéndose en el primer tema pop de Presley en alcanzar tal logro en los Estados Unidos en más de siete años, así como el último en hacerlo.
Cassandra Peterson conoció a Presley en esta época en Las Vegas, donde trabajaba como cabaretera. Sobre su encuentro con el cantante, recordó: «Él era tan renuente a usar drogas cuando lo conocí. Le mencioné que fumaba marihuana, y él simplemente se horrorizó. Me dijo: 'Nunca vuelvas a hacerlo de nuevo'». Ciertamente, en ese entonces Presley no solamente estaba en desacuerdo con el uso de las drogas, sino que rara vez bebía. De hecho, varios de sus familiares habían sido alcohólicos, y él intentaba evitar esa tendencia.

#### De vuelta a lostoursy encuentro con Nixon
Presley regresó al International Hotel a principios de 1970 para cumplir con el primer compromiso anual de los dos estipulados al año en el contrato, llevando a cabo dos espectáculos por noche. Las grabaciones de estos shows se incluyeron en el álbum On Stage. A finales de febrero, Presley realizó seis espectáculos que rompieron récords de asistencia en el Houston Astrodome. En abril, el sencillo «The Wonder of You» se convirtió en un éxito en el Reino Unido, posicionándose también en el primer puesto del listado estadounidense adult contemporary. MGM grabó material con los ensayos y el concierto en el International Hotel acontecido en agosto para el documental Elvis: That's the way it is. Presley apareció desde entonces vestido regularmente con un traje con una capa de tipo alada, que pasaría a convertirse en su vestimenta típica durante sus presentaciones en vivo. En esta serie de presentaciones, el cantante recibió amenazas de muerte donde le exigieron que le pagara a los amenazadores 50 000 dólares. Se sabe que Presley había recibido anteriormente otras amenazas de muerte desde los años 50, aunque en ocasiones él no llegaba a enterarse de las mismas. El FBI tomó con seriedad la amenaza, así que se predispuso de un equipo de seguridad en el hotel al menos por los siguientes dos espectáculos del cantante. Presley subió al escenario en esos shows con una pistola Derringer en su bota derecha y una más de calibre .45 en su pretina, aunque al final no se reportó incidente alguno en dichas presentaciones.
El álbum That's the Way It Is, producido para acompañar al documental y que incorpora tanto grabaciones de estudio como en vivo, marcó un cambio en su estilo. El historiador musical John Robertson recalcó: «La autoridad que conlleva la interpretación de Presley ayudó a distinguir el hecho de que el álbum se apartó decisivamente de la inspiración estadounidense de las sesiones en Memphis para avanzar a un sonido más moderado. Puso el ritmo country en un segundo plano, mientras que el soul y R&B los dejó en Memphis, quedando un sonido pop muy fino y perfectamente decente para la multitud de Las Vegas, aunque fue un paso retrógrado definitivo para Elvis». Una vez que terminó su compromiso con el International Hotel el 7 de septiembre, Presley se embarcó en un tour de conciertos de una semana de duración, hecho principalmente en la región sur del país, siendo su primera gira desde 1958. Otro tour de una semana se realizó en la Costa Oeste de los Estados Unidos en noviembre de ese año.

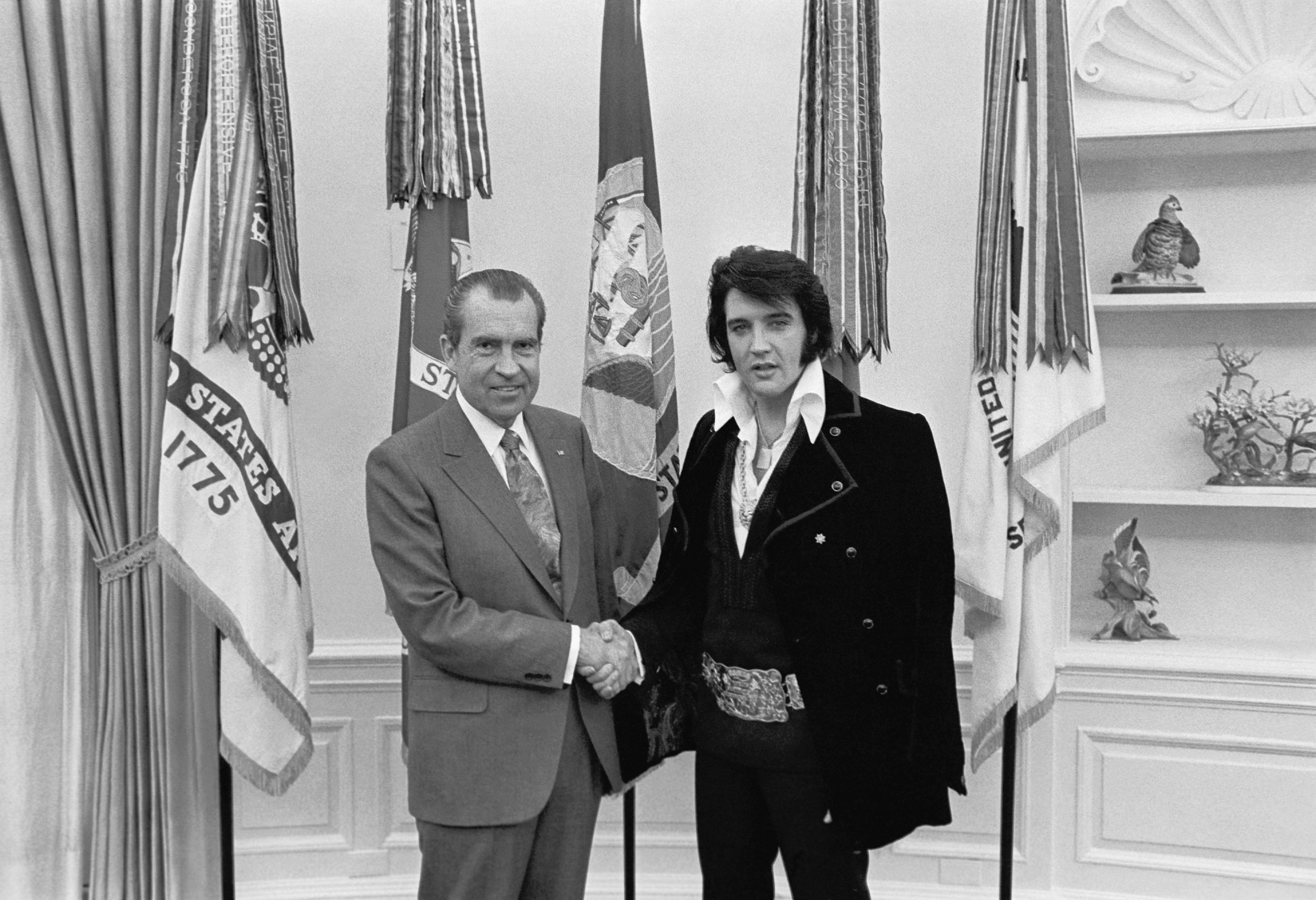
Presley se reunió con el presidente de EE. UU. Richard Nixon en el Despacho Oval de la Casa Blanca el 21 de diciembre de 1970.

El 21 de diciembre de 1970, Presley llevó a cabo un osado encuentro con el presidente Richard Nixon en la Casa Blanca, en el cual le expresó al mandatario su patriotismo y su desprecio hacia la cultura de drogas hippie. Ante esto, le pidió una medalla de la Oficina de Narcóticos y Drogas Peligrosas, para guardarla con otros objetos similares que había estado coleccionando y que significaban para él una aprobación legal de sus esfuerzos patrióticos. Nixon, que aparentemente encontró incómoda esta reunión, expresó su creencia de que Presley podía enviarle un mensaje positivo a los jóvenes y que era por lo tanto importante que él «conservara su credibilidad». Presley le dijo a Nixon que la banda inglesa The Beatles, cuyas canciones cantaba regularmente en sus conciertos durante esa época, ejemplificaban lo que él concebía como una tendencia «anti-estadounidense» y abuso de drogas en la cultura popular (Presley había tenido un encuentro de cuatro horas hacía cinco años antes con la banda). Al enterarse de dichas declaraciones, Paul McCartney dijo luego que él se sentía un poco confundido al respecto: «[...] Lo más irónico era que nosotros tomábamos drogas [ilegales], y mira lo que le pasó a él», a manera de referencia a la muerte de Presley, provocada por el abuso de medicamentos recetados.
La Cámara Junior de los Estados Unidos nombró a Presley como uno de sus «Diez jóvenes más destacables de la Nación» de ese año, el 16 de enero de 1971. No mucho después, la ciudad de Memphis decidió llamar «bulevar Elvis Presley» al tramo sur de la carretera 51, justamente donde se encuentra Graceland. Ese mismo año, Presley se convirtió en el primer cantante de rock and roll en ganar el galardón Grammy a la carrera artística (entonces conocido como Premio Bing Crosby) por la Academia Nacional de Grabación de Artes y Ciencias, la organización de los premios Grammy. En 1971 se lanzaron al mercado tres nuevos álbumes de estudio no relacionados con algún filme, cifra equiparable a la cantidad de álbumes de este tipo producidos por Presley en los ocho años previos. El que obtuvo mejores críticas fue Elvis Country, un álbum conceptual que se enfocó en los rasgos más prominentes del género. No obstante, el de mayores ventas fue Elvis sings The Wonderful World of Christmas, catalogado como «la verdadera declaración de todas» por Greil Marcus. En su reseña, añadió: «En medio de diez canciones navideñas dolorosamente gentiles, cada una cantada con una sinceridad y humildad asombrosas, uno puede descubrir que Elvis define su camino a través de seis minutos ardientes de 'Merry Christmas, Baby', un tema blues obsceno de Charles Brown. [...] Si el pecado [de Elvis] era su falta de vida, su pecaminosidad era lo que le devolvía esa vida».

#### Divorcio yAloha from Hawaii
MGM nuevamente grabó una presentación de Presley en abril de 1972, esta vez para Elvis on Tour, el cual obtuvo poco después un Globo de Oro en la categoría de «mejor documental». Su álbum gospel He Touched Me, lanzado ese mismo mes, le haría ganar su segundo Grammy como «mejor interpretación influyente». Una gira de 14 fechas comenzó luego con una serie de cuatro espectáculos sin precedentes consecutivos en el Madison Square Garden de Nueva York. El concierto del 10 de julio se grabó y lanzó en formato LP una semana después. Asimismo, Elvis: As Recorded at Madison Square Garden, pasó a ser uno de los álbumes más exitosos del cantante. Tras este tour, se lanzó el sencillo Burning Love, que marcaría el último éxito de Presley que ingresaría al top ten de los listados pop estadounidenses. De acuerdo con el crítico de rock Robert Christgau: «Es el sencillo más emocionante que Elvis haya hecho desde 'All Shook Up' [...] ¿Quién más puede hacer que 'It's coming closer, the flames are now licking my body' suene como una asignación con la banda de reserva de James Brown?».

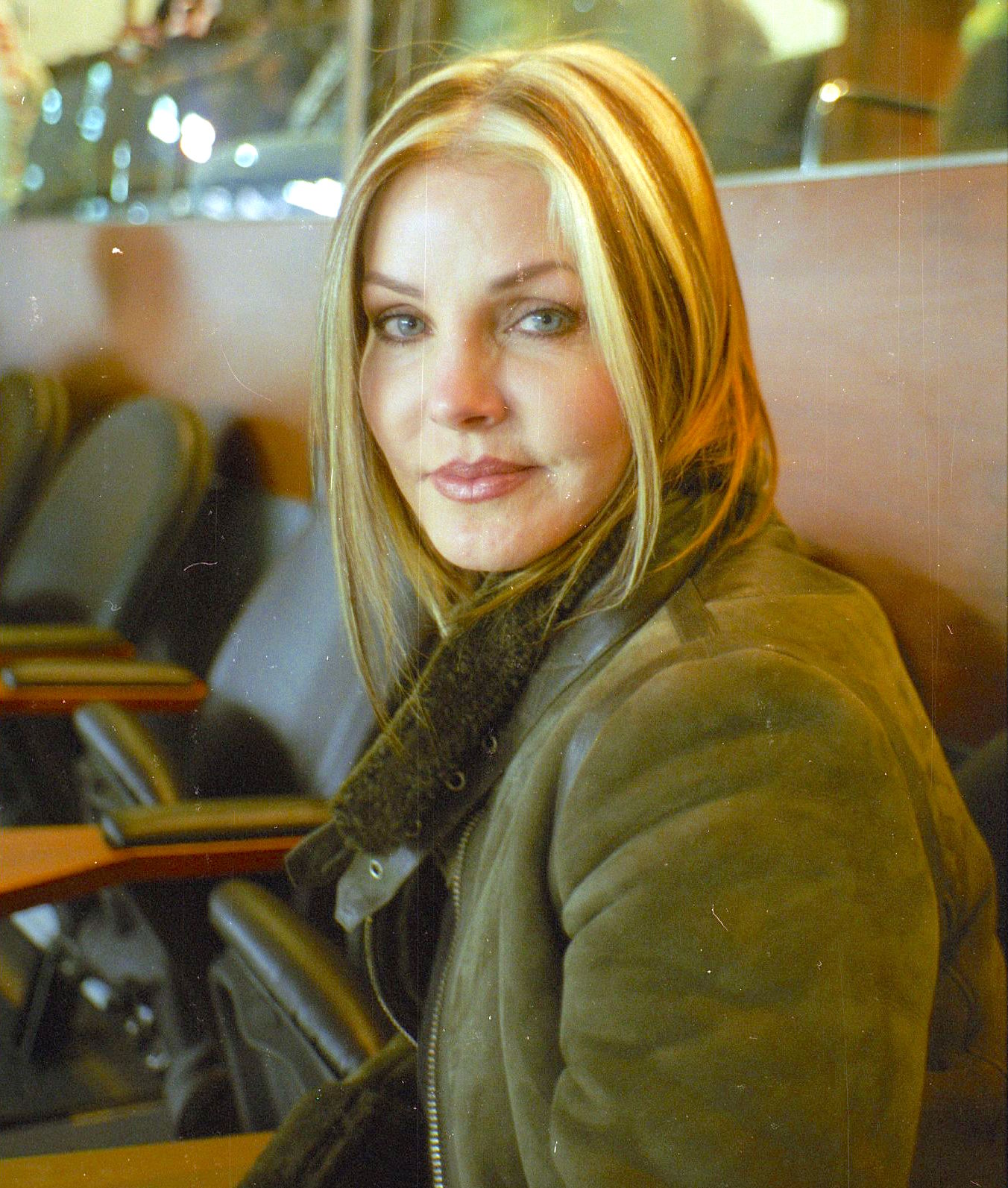
Fotografía de Priscilla Presley en 2003, con quien Elvis estuvo casado de 1967 a 1973.

Mientras tanto, Presley y su esposa comenzaron a distanciarse cada vez más, rara vez llegando a dormir juntos. En 1971, un amorío que el cantante tenía con Joyce Bova provocó —sin que él lo supiera— su embarazo y posterior aborto. Con frecuencia, él veía la posibilidad de mudarse con ella a Graceland, diciendo que de alguna forma iba a abandonar a Priscilla. Los Presley se separaron el 23 de febrero de 1972, luego de que Priscilla revelara su relación sentimental con Mike Stone, un instructor de karate que su hasta entonces marido le había recomendado. Priscilla mencionó sobre esta revelación que una vez que él se enteró «la sujetó y le hizo el amor con fuerza», diciendo: «Así es como un verdadero hombre le hace el amor a su mujer». Cinco meses después, la nueva novia de Presley, Linda Thompson, una compositora y ganadora de Miss Tennessee USA, se mudó con él. Presley y su esposa presentaron una demanda de divorcio el 18 de agosto de ese año.
En enero de 1973, Presley llevó a cabo dos conciertos benéficos para la fundación contra el cáncer Kui Lee, aunado con la grabación de un especial televisivo innovador, Aloha from Hawaii. El primer espectáculo sirvió a manera de ensayo aunque el acompañamiento de fondo afrontó problemas técnicos que terminarían afectando la transmisión en vivo dos días después. Transmitido como se había programado el 14 de enero, Aloha from Hawaii se convirtió en el primer concierto por satélite a nivel internacional transmitido por televisión, logrando una audiencia de aproximadamente mil millones y medio de espectadores. La vestimenta del cantante pasó a ser el ejemplo más reconocido del vestuario que Presley usaría en lo sucesivo y con el cual se asociaría desde entonces. Como describió Bobbie Ann Mason: «Al final del espectáculo, cuando extiende su capa de águila estadounidense, con las alas del ave en su espalda totalmente estiradas, adopta una figura divina». El doble álbum de esa presentación, Aloha from Hawaii: Via Satellite, lanzado en febrero, llegó a los primeros puestos de ventas llegando a comercializarse más de 5 millones de copias solamente en territorio estadounidense. Consecuentemente, se convirtió en el último álbum pop de Presley en llegar al primer sitio de las listas estadounidenses en toda su trayectoria.
En un evento de medianoche realizado ese mismo mes, cuatro hombres irrumpieron en el escenario para atacar aparentemente al intérprete. Los guardias de seguridad saltaron para defender a Presley, aunque el cantante se defendió asimismo con sus movimientos de karate logrando sacar a uno de los intrusos del escenario por cuenta propia. Tras el espectáculo, se obsesionó con la idea de que esos hombres habían sido enviados por Stone (pareja de Priscilla) para matarlo. Si bien luego se descubrió que se trataba de simples fanáticos eufóricos, él exclamó con enojo: «Hay mucho dolor en mí [...] Stone [debe] morir». Sus arrebatos continuaron a tal grado que ni un médico pudo tranquilizarlo, aun después de administrarle largas dosis de medicamentos. Después de dos días completos de rabia, Red West, su amigo y guardaespaldas, se sintió obligado a obtener un precio para un contrato de asesinato, librándose de ello solo después de que Presley dijera en algún momento: «Demonios, solo dejémoslo por ahora [el tema]. Quizá es algo fuerte».

### Deterioro de salud y muerte (1973-1977)

#### Crisis médica y últimas sesiones de estudio
El divorcio de Presley ocurrió el 9 de octubre de 1973. A partir de entonces, comenzó a enfermar cada vez más constantemente. Hacia finales de 1973, fue hospitalizado en estado semicomatoso por los efectos del abuso en el consumo de Demerol. De acuerdo con su médico de cabecera, el doctor George C. Nichopoulos, Presley «sentía que al obtenerlas [drogas] de un doctor no era el adicto común de siempre que salía a la calle a conseguirlas». Desde su regreso, había realizado cada año más eventos en vivo y para 1973 presentó un total de 168 conciertos, su agenda más ocupada en toda su trayectoria. A pesar del deterioro de su salud, en 1974 llevó a cabo otra serie intensiva de presentaciones.
La salud de Presley se agravó en septiembre ya que apenas podía acabar las introducciones. Wilkinson señaló que unas noches después en Detroit «lo miré en su vestuario, solo tirado sobre una silla, incapaz de moverse. Con frecuencia pensaba 'Jefe, ¿por qué no simplemente cancela esta gira y se toma un año libre...?' Le dije algo de esto alguna vez en un momento a solas. Palmeó mi espalda y dijo 'Estaré bien. No te preocupes'». Presley continuó sus giras ante multitudes de seguidores. Como señaló la crítica cultural Marjorie Garber, Presley ahora era visto como un cantante pop de mal gusto: «de hecho se había convertido en Liberace. Incluso sus fanáticos ahora eran matronas de edad madura y abuelas de pelo azul».

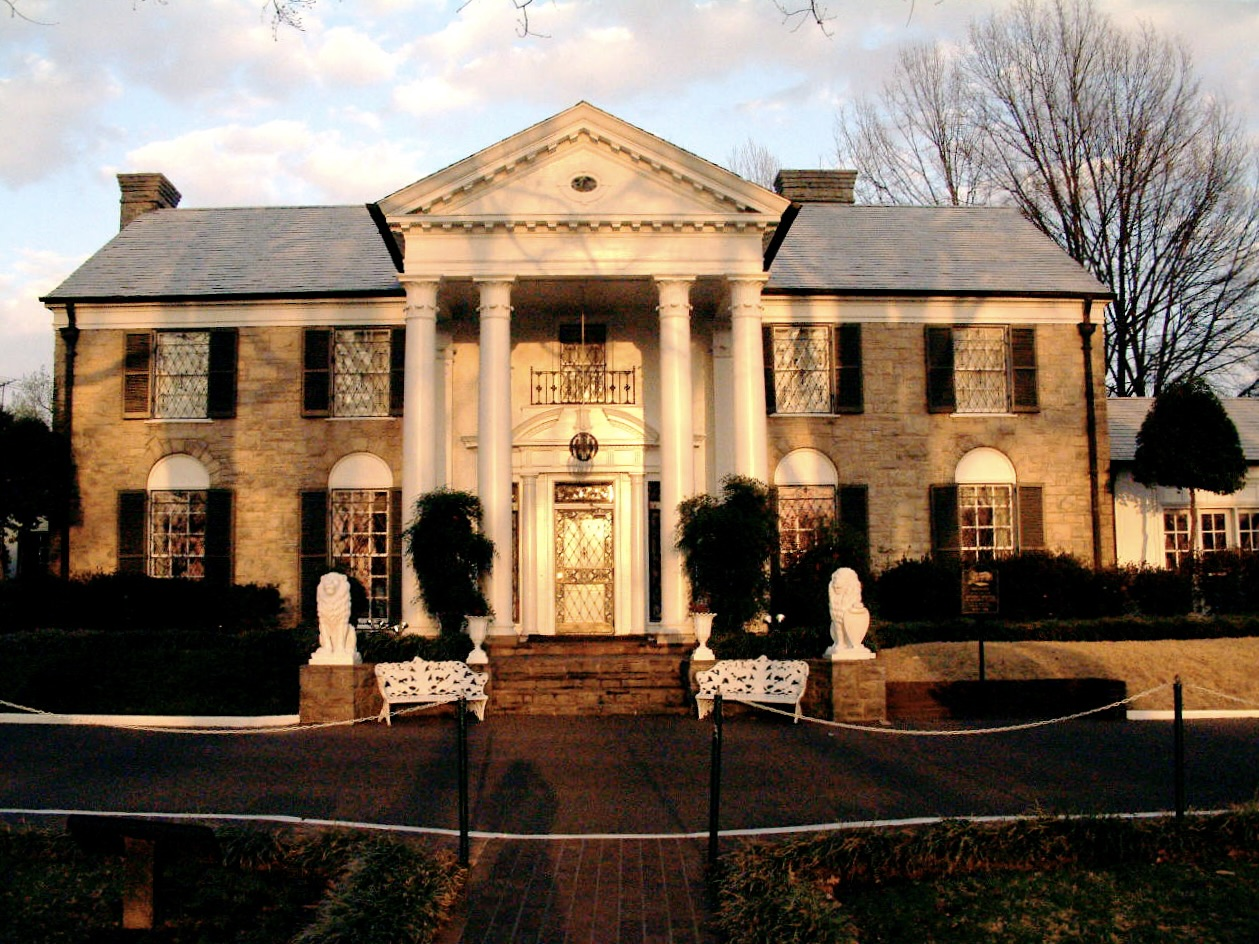
Vista frontal de Graceland, hogar de Elvis desde su juventud y el lugar donde fue enterrado junto a sus familiares.

El 13 de julio de 1976, Vernon Presley —que se había involucrado de cerca en los asuntos financieros de su hijo— despidió a los guardaespaldas de «la Mafia de Memphis» Red West (amigo de Presley desde los años 1950), Sonny West y David Hebler, citando la necesidad de «reducir los gastos». Cuando esto ocurrió, Presley se encontraba en Palm Springs. Un asociado de Presley, John O'Grady, detalló que los guardaespaldas habían sido despedidos debido a que su duro trato a los fanáticos había dado origen a varias demandas. No obstante, el hermanastro de Presley, David Stanley, aseguró que los guardaespaldas habían sido despedidos porque daban muchas declaraciones sobre la drogodependencia de Presley. Presley y Linda Thompson se separaron en noviembre y poco después el cantante se involucró sentimentalmente con Ginger Alden. A ella le propuso matrimonio, dándole el anillo de compromiso apenas dos meses después, aunque varios de sus amigos luego mencionaron que no tenía intenciones serias de volver a casarse.
En RCA, donde habían gozado de un constante flujo de material grabado por Presley por más de una década, los ejecutivos comenzaron a preocuparse debido al poco interés de Presley en querer grabar nuevos temas en el estudio. Después de una sesión en diciembre de 1973 de la que resultaron 18 canciones inéditas, cantidad suficiente para armar dos nuevos álbumes, Presley no regresó a los estudios en todo el año siguiente. Parker fue el responsable de otro álbum recopilatorio llamado Elvis: As Recorded Live On Stage In Memphis. Grabado el 20 de marzo, el material incluye una versión de «How Great Thou Art» que le daría al cantante su tercer y último premio Grammy. Cabe señalarse que los tres premios Grammy que Presley obtuvo a lo largo de su trayectoria, de un total de 14 nominaciones, eran por grabaciones gospel. Presley regresó a los estudios en marzo de 1975, aunque los intentos de Parker de llevar a cabo otra sesión hacia finales de año resultaron infructuosas. En 1976, RCA envió un estudio móvil a Graceland que dio como resultado la realización de dos sesiones de grabación en la casa de Presley. Si bien dichas sesiones pudieron haber resultado confortables para el artista, el proceso de grabación le representó un gran esfuerzo.
Debido a las preocupaciones de su sello discográfico y su mánager, en una serie de sesiones de estudio realizadas entre julio de 1973 y octubre de 1976, Presley grabó prácticamente el contenido completo de seis álbumes. Aunque ya no era una presencia notable en las listas de popularidad, cinco de esos materiales ingresaron en el top five del country chart y tres alcanzaron el primer puesto de ventas: Promised Land (1975), From Elvis Presley Boulevard, Memphis, Tennessee (1976) y Moody Blue (1977). Algo similar ocurrió con sus sencillos, los cuales ya no serían catalogados como éxitos, aunque Presley al fin y al cabo era una presencia importante no solo en el mercado estadounidense sino también en la radio AC. Ocho sencillos provenientes de esta época se posicionaron en el top ten de los listados. «My Boy» se convirtió en un número uno del género AC en 1975, mientras que «Moody Blue» alcanzó a posicionarse en la cima del country chart alcanzando un segundo puesto en el AC chart en 1976. No obstante, su grabación más aclamada por la crítica de esa época debutó un poco después: el clásico soul «Hurt», catalogado por Greil Marcus como el «ataque apocalíptico» del cantante. Dave Marsh añadió al respecto de la actuación de Presley: «Si él se sintiera como suena, lo maravilloso no hubiera sido que le quedaba un año más de vida sino su intento de sobrevivir ese mismo lapso de tiempo».

#### Último año y muerte

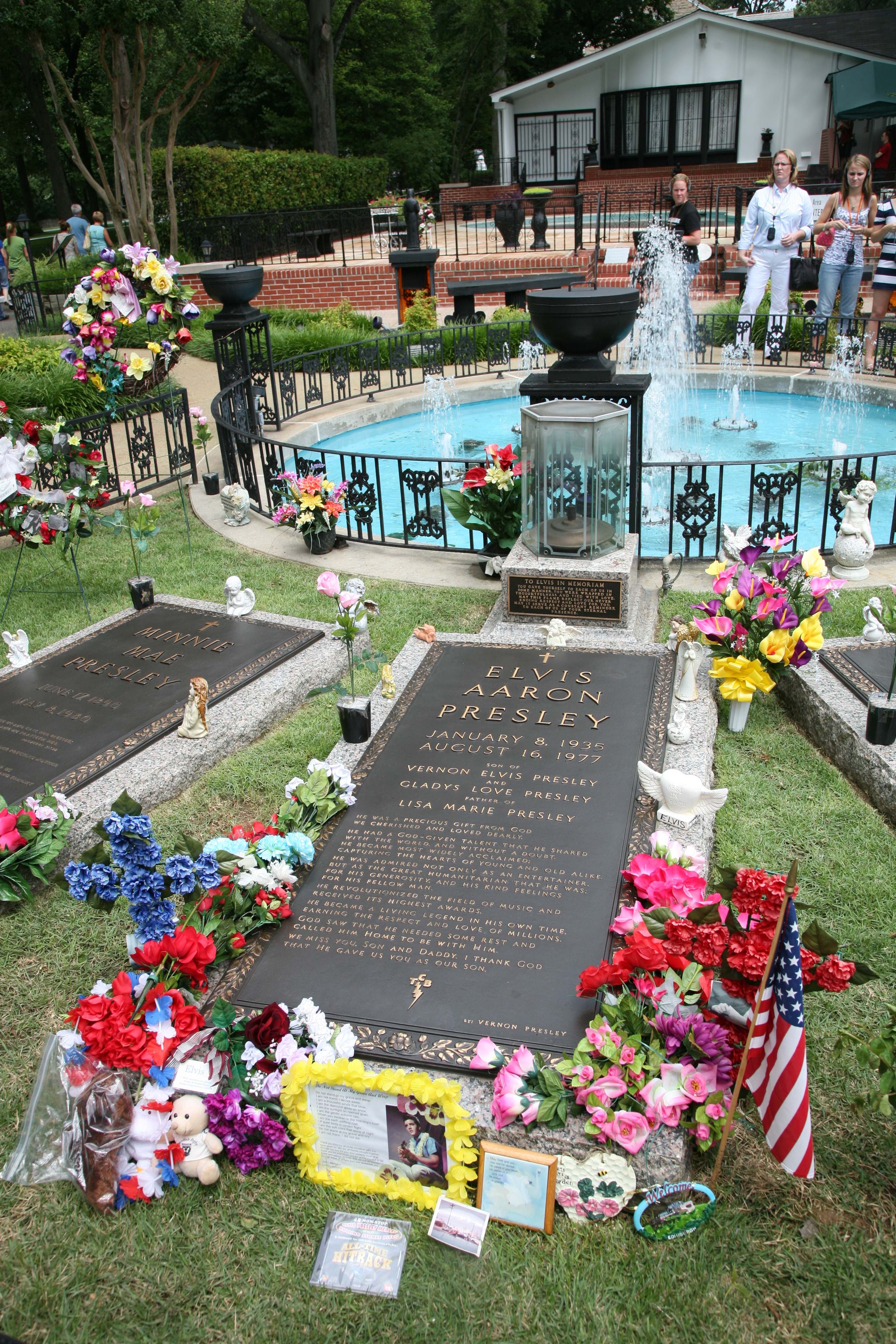
Tumba de Presley en Graceland, fotografiada en 2009.

El periodista Tony Scherman escribió que, para principios de 1977, «Elvis Presley se había convertido en una caricatura grotesca de su elegante y enérgica forma de ser. Un tanto pasado de peso y con su mente opacada por la farmacopea que diariamente ingería, era casi incapaz de sacar adelante sus breves conciertos». En Alexandria, Luisiana, el intérprete estuvo en el escenario por menos de una hora y «le resultaba imposible comprender». Incluso, no pudo presentarse en Baton Rouge; ni siquiera fue capaz de levantarse de la cama del hotel donde se hallaba, así que el resto de la gira se canceló. A pesar del acelerado deterioro de su salud, se involucró en más tours en lo sucesivo. En Rapid City, Dakota del Sur, «estaba tan nervioso en el escenario que podía hablar a duras penas», según el biógrafo de Presley Samuel Roy, no pudiendo «realizar ni un movimiento significativo». Guralnick señaló que los fanáticos «empezaban a volverse cada vez más volubles sobre su decepción, pero todo parecía no importarle a Elvis, cuyo mundo ahora se hallaba confinado casi por completo a su cuarto y sus libros de espiritismo». Uno de sus primos, Billy Smith, recordó cómo Presley se sentaba en su cuarto y hablaba durante horas, a veces evocando sus segmentos favoritos de Monty Python y sus propios escapes pasados, aunque más frecuentemente se centraba en sus obsesiones paranoicas que a Smith le recordaban a Howard Hughes. «Way Down», el último sencillo de Presley, se estrenó el 6 de junio. Mientras tanto, su último concierto ocurrió en el pabellón Market Square Arena, en Indianápolis, el 26 de junio.
El libro Elvis: What Happened?, coescrito por los tres guardaespaldas despedidos un año antes, se publicó el 1 de agosto. Se convirtió en el primer material en exponer detalladamente los años en que Presley se drogó. Tras su publicación, el cantante quedó devastado e intentó sin éxito evitar su lanzamiento ofreciéndole dinero a la editorial responsable. En ese entonces, sufría de diversas enfermedades: glaucoma, hipertensión arterial, daños en el hígado y megacolon. En todas ellas, Presley presentaba un cuadro médico grave causado posiblemente por el consumo excesivo de drogas.
Se había programado que Presley volara fuera de Memphis en la noche del 16 de agosto de 1977, con miras a iniciar otra gira. Esa tarde, Alden lo encontró inconsciente en el suelo de su baño. Ante esto, los médicos intentaron reanimarlo, sin embargo no lo lograron. La muerte del cantante se hizo pública oficialmente a las 3:30 p. m. en el Baptist Memorial Hospital. Elvis Presley falleció en Memphis a la edad de 42 años, a causa de un infarto agudo de miocardio.
Tras su muerte, el presidente de EE. UU. Jimmy Carter ofreció una declaración en la que dijo que Presley había «cambiado para siempre el rostro de la cultura popular estadounidense». Miles de personas se reunieron afuera de Graceland para observar el ataúd abierto. Uno de los primos de Presley, Billy Mann, aceptó 18 000 dólares a cambio de una fotografía exclusiva del cadáver de Presley; la imagen apareció en la portada del siguiente ejemplar de National Enquirer, convirtiéndose en el número más vendido de todos los tiempos. Alden exigió 105 000 dólares a Enquirer para publicar su historia, pero tuvo que reducir la cantidad al romper su acuerdo de exclusividad. Presley no le dejó nada en su testamento.
El funeral de Presley tuvo lugar en Graceland el jueves 18 de agosto de 1977. En pleno funeral, fuera de la residencia, un automóvil arremetió contra un grupo de fanáticos, matando a dos mujeres e hiriendo de gravedad a una tercera persona. Un aproximado de 80 000 personas participaron en la procesión hacia el cementerio de Forest Hill, donde Presley fue enterrado al lado de su madre. Pocos días después, «Way Down» alcanzó los primeros puestos de las listas de popularidad pop y country del Reino Unido. Después de un fallido intento de robar el cuerpo del cantante a finales de agosto, los restos de Elvis Presley y de su madre fueron trasladados al Jardín de Meditación de Graceland el 2 de octubre, donde se hallan enterrados desde entonces.

#### Después de 1977

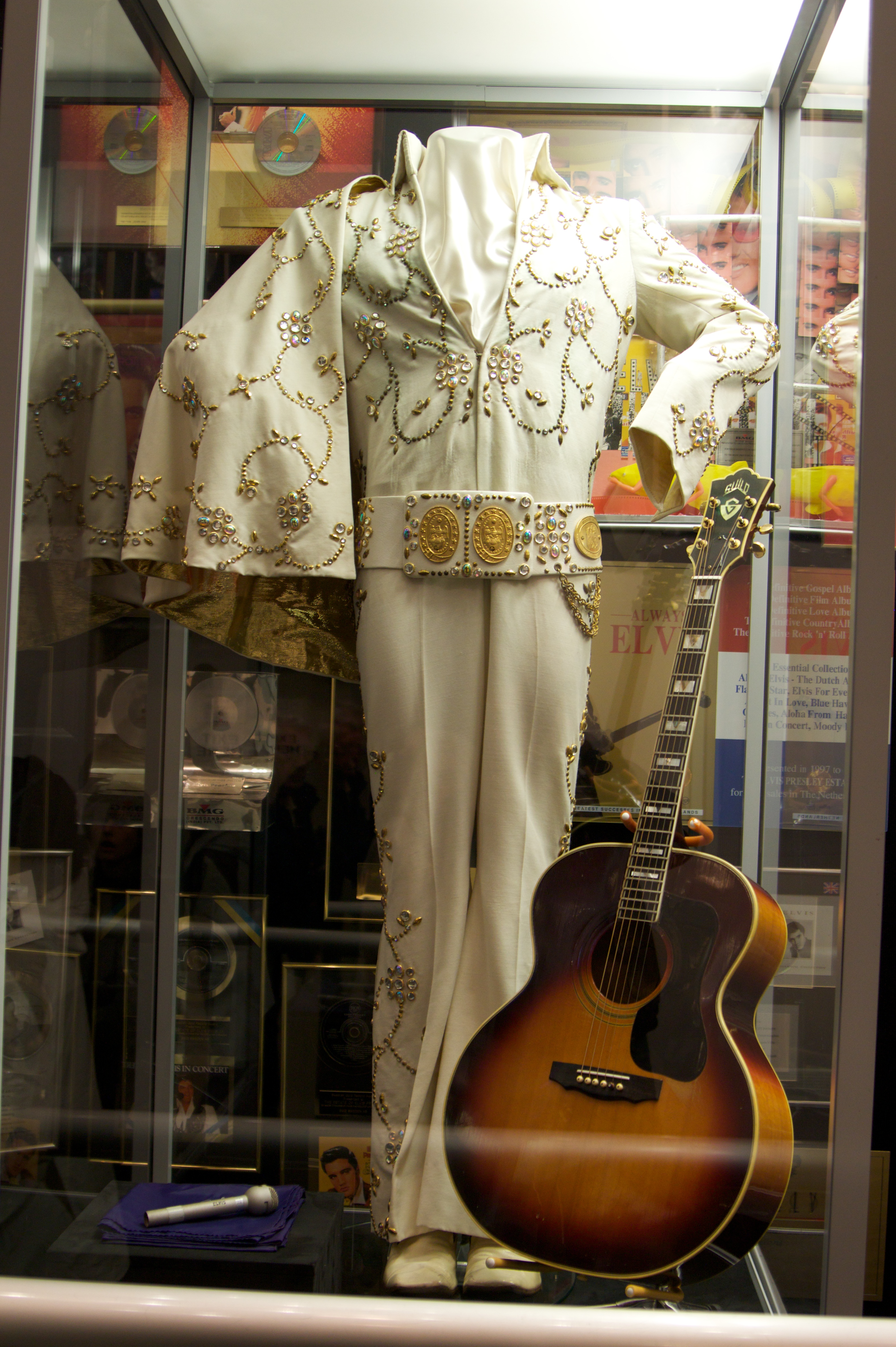
El traje característico de Elvis en sus presentaciones en vivo, junto a una de sus guitarras, en una exhibición en Graceland.

Entre 1977 y 1981, seis sencillos de Presley lanzados de manera póstuma se convirtieron en un éxito en diez países y en 1982, Graceland se abrió al público. Al atraer más de medio millón de visitantes al año, es la segunda casa más visitada en los Estados Unidos, solo después de la Casa Blanca. Fue declarado monumento histórico nacional en 2006. Desde su muerte, Presley fue incluido en cuatro salones de la fama de música: el Salón de la Fama del Rock (1986), el Salón de la Fama del Country (1998), el Salón de la Fama del Gospel (2001) y el Salón de la Fama del Rockabilly (2007). En 1984, recibió el Premio W.C. Handy de la Blues Foundation y el primer Sombrero de Oro de la Academia de Música Country; en 1987 recibió el Premio al mérito de los American Music Awards.
Una remezcla del tema «A Little Less Conversation» hecha por Junkie XL (acreditado a «Elvis vs JXL») fue utilizada en una campaña publicitaria de Nike durante la Copa Mundial de Fútbol de 2002. Encabezó las listas de más de 20 países y fue incluida en una recopilación de éxitos número uno de Presley, ELV1S, que también fue un éxito internacional. En 2003, una remezcla de «Rubberneckin'», una grabación de 1969, encabezó la lista estadounidense de ventas, al igual que un relanzamiento del 50° aniversario de «That's All Right» al año siguiente. Este último también tuvo un gran recibimiento en el Reino Unido, alcanzando el número tres de la lista UK Singles Chart.
En 2005, se reeditaron otros tres sencillos, «Jailhouse Rock», «One Night»/«I Got Stung» e «It's Now or Never», que llegaron al número uno en el Reino Unido. Un total de 17 canciones de Presley se reeditaron durante el año, todas ellas alcanzando un lugar dentro de las cinco primeras posiciones de las listas de popularidad del mismo país. Por quinto año consecutivo, Forbes nombró a Presley la celebridad fallecida que generaba más dinero, con un ingreso bruto de 45 millones de dólares. En 2010, se lanzó el disco Viva Elvis: The Album donde su voz fue sobrepuesta con nuevas grabaciones instrumentales.
Presley mantiene los récords de más canciones en el top 40 (1 m)˜ y en el top 100 (2 54 m)˜ en las listas de Billboard: el estadístico Joel Whitburn calcula los totales respectivos en 104 y 151; mientras el historiador de Presley, Adam Victor, le otorga 114 y 138. Los récords de Presley por el mayor número de éxitos en el top 10 (25 cm)˜ y sencillos número uno varían dependiendo de cómo se contabilicen los sencillos dobles «Hound Dog/Don't Be Cruel» y «Don't/I Beg of You», que preceden a la creación de la lista Billboard Hot 100. Según Whitburn, Presley tiene el récord de más sencillos en el top 10 (25 cm)˜ con 38; pero en la lista actual hecha por Billboard, ocupa el segundo lugar con 36, detrás de Madonna con 37. Whitburn y Billboard coinciden en que The Beatles tienen el récord de más sencillos número uno con 20 y que Mariah Carey es segunda con 18. Sin embargo, Whitburn considera 18 éxitos número uno de Presley, mientras Billboard lo coloca en tercer lugar con 17. Según Whitburn y el Salón de la Fama del Rock, Presley conserva el récord de más semanas en el número uno: 80; pero según Billboard, empata con Carey con 79 semanas. El cantante también tiene el récord de más éxitos número uno en las listas británicas con 21, y el de más sencillos en el top 10 (25 cm)˜, con 76.

## Estilo musical

### Influencias
Las primeras influencias musicales de Presley procedían de la música góspel. Su madre recordó que a la edad de dos años, en la iglesia de la Asamblea de Dios en Tupelo, a donde regularmente asistía la familia, «él se deslizó fuera de mi regazo, corrió al pasillo y se subió a la plataforma. Ahí se quedó parado mirando hacia el coro e intentando cantar con ellos.» En Memphis, Presley asistía con frecuencia a las noches de gospel en el Auditorio Ellis, donde grupos como The Statesmen Quartet interpretaban su música en un estilo tal que, Guralnick sugiere, sembró las semillas de las futuras presentaciones de Presley:

The Statesmen eran una combinación eléctrica... incluían algunos de los cantos más emocionantes y una teatralidad osada nunca antes vista en el mundo del entretenimiento... vestidos en trajes que podrían haber salido de la ventana de Lansky... El cantante Jim Wetherington, conocido universalmente como «el Gran Jefe», mantenía su trasero firme, moviendo incesantemente primero su pierna izquierda y, a continuación, su derecha, mientras la tela de la pierna de los pantalones danzaba y brillaba. «Llegó tan lejos como se puede llegar en la música gospel,» dijo Jake Hess. «Las mujeres podían saltar, al igual que lo hacen en un concierto de pop». Los predicadores con frecuencia se opusieron a los movimientos lascivos... pero el público reaccionó con gritos y abucheos.

Como adolescente, Presley tuvo intereses musicales amplios, se interesó profundamente en las expresiones musicales de los afroamericanos así como de los de raza blanca. Aunque nunca tuvo ningún entrenamiento formal, sus conocimientos musicales ya eran considerables cuando hizo sus primeras grabaciones profesionales en 1954, a la edad de 19 años. Cuando Jerry Leiber y Mike Stoller lo conocieron dos años más tarde, se asombraron por su conocimiento enciclopédico del blues. En una conferencia de prensa al año siguiente, con orgullo declaró: «conozco prácticamente cada canción religiosa que se ha escrito».

### Géneros

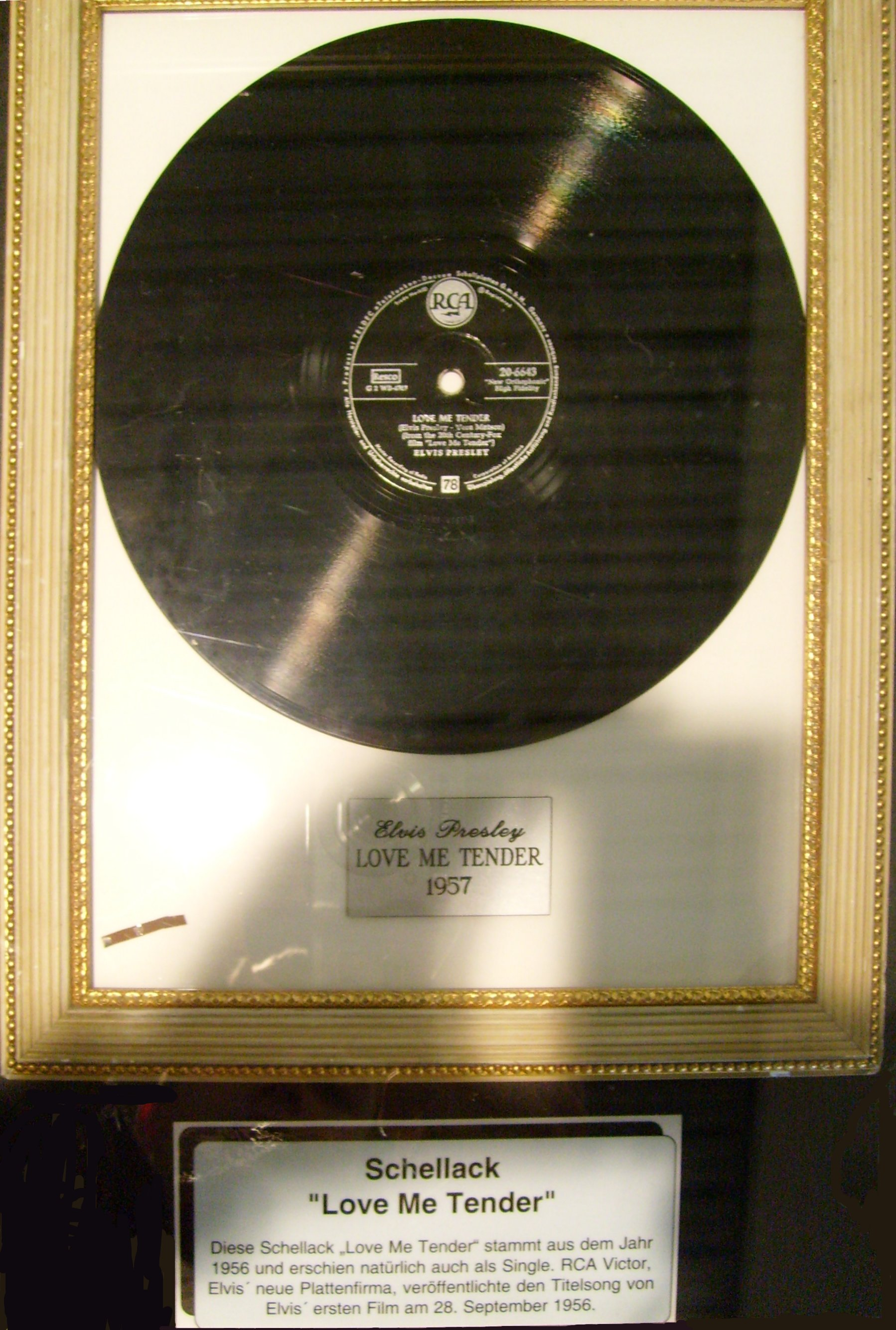
Disco de acetato con el tema «Love Me Tender», grabada en 1956.

Paul Friedlander describe los elementos del estilo rockabilly (que caracteriza como «esencialmente... una construcción de Elvis Presley») que el cantante y sus compañeros de banda desarrollaron en Sun Records: «el estilo vocal crudo y emotivo, la mala pronunciación y el énfasis en la sensación rítmica [del] blues con las cuerdas y el rasgueo de la guitarra del country». También considera al solo de guitarra de Moore en «That's All Right», la primera grabación del grupo, como «una combinación del fingerpicking tipo country de Merle Travis, la ejecución de dos notas acústicas tipo boogie de forma simultánea, y notas dobladas del género blues, un trabajo de una sola secuencia, es un microcosmo de esta fusión.»
En RCA, el sonido del rock and roll de Presley creció distinguiéndose del rockabilly con una voz grupal en el estribillo, guitarras eléctricas más amplificadas y una actitud más fuerte e intensa. Mientras que fue conocido por tomar canciones de diversas fuentes y darles un acondicionamiento para adaptarlas al rockabilly/rock and roll, también grabó canciones en otros géneros desde comienzos de su carrera, desde el pop estándar «Blue Moon», pasando por la balada country «How's the World Treating You?» en su segundo LP, hasta el blues de «Santa Claus is Back in Town». En 1957, se lanzó su primer disco de gospel, el EP de cuatro pistas Peace in the Valley. Con más de un millón de copias certificadas, se convirtió en el EP de gospel más vendido en la historia de la música grabada. Presley continuaría grabando temas gospel periódicamente por el resto de su vida.
Después de su retorno del servicio militar en 1960, Presley continuó tocando rock and roll, pero su estilo característico disminuyó sustancialmente. Su primer sencillo de esta época, el éxito número uno «Stuck on You», es un ejemplo de este cambio. La publicidad de RCA se refiere a esto como mild rock beat; el discógrafo Ernst Jorgensen lo llama upbeat pop. El sonido moderno del blues/R&B capturado con éxito en Elvis Is Back! fue abandonado esencialmente durante seis años, hasta que resurgió en ciertas grabaciones de 1966 y 1967, como «Down in the Alley» y «Hi-Heel Sneakers». Durante la mayor parte de la década de 1960, el estilo del cantante enfatizó mucho la música pop, a menudo en forma de baladas como «Are You Lonesome Tonight?», un número uno en 1960. Mientras que el anterior era un tema dramático, la mayoría de lo que Presley grabó para sus bandas sonoras eran temas más alegres.
Aunque Presley interpretó varias de sus baladas clásicas para su especial de regreso de 1968, el sonido del espectáculo estuvo dominado por la agresividad del rock and roll. Más adelante, grabó nuevas canciones de rock and roll puro que, como explicó, eran «difíciles de encontrar». Una importante excepción fue «Burning Love», su último éxito en las listas de música pop. Como su trabajo de la década de 1950, sus grabaciones posteriores regresaron al estilo pop y country, pero en permutaciones muy diferentes. Su estilo comenzó a utilizar un sonido rock más contemporáneo, así como soul y funk. Gran parte de Elvis In Memphis, así como «Suspicious Minds», grabados en las mismas sesiones, reflejan su nuevo rock y la fusión con el soul. A mediados de la década de 1970, muchos de sus sencillos encontraron un espacio en las estaciones de radio country, el primer lugar donde Presley se convirtió en una estrella.

### Rango y estilo vocal
El crítico de música Henry Pleasants observa que «Elvis Presley ha sido descrito como un barítono y un tenor. Un ritmo extraordinario... y su amplia gama de color vocal tienen algo que ver con esta divergencia de opinión». Identifica a Presley como un gran barítono, calcula su rango vocal en dos octavas y un tercio, «desde un sol4 de un barítono, hasta el si1 de un tenor, con una extensión hacia arriba en falsete a, por lo menos, un re bemol. La mejor octava de Presley está en el medio, re bemol a re bemol, dándole una nota adicional para obtener un tono más agudo o grave». Desde su punto de vista, su voz era «variable e impredecible» en el peor escenario y «a menudo brillante» en el mejor, con la capacidad para cantar «notas altas como sol y la que serían la envidia de cualquier barítono de ópera». Lindsay Waters, que estima el rango vocal de Presley en dos octavas y un cuarto, subraya que «su voz tenía una gama emocional desde susurros tiernos y suspiros hasta gritos y gruñidos rasposos, que podían pasar al oyente de la calma y entrega, al temor. Su voz no puede medirse en octavas, pero sí en decibelios; aún esto no resuelve el problema de cómo medir sus susurros delicados que apenas son audibles». Presley siempre fue «capaz de duplicar el sonido abierto, ronco, extasiante, de gritos, llantos e imprudencia de los intérpretes negros de rhythm and blues y gospel», escribió Pleasants, y «también demostró una notable capacidad para asimilar muchos otros estilos vocales».

## Controversia sobre su muerte
«El consumo de drogas prescritas estuvo fuertemente implicado» en la muerte de Presley, escribe Guralnick. «Nadie descartó la posibilidad de un choque anafiláctico provocado por las píldoras de codeína... a las cuales se sabía que tenía una alergia leve». Un par de informes de laboratorio presentados dos meses después sugirieron que la polimedicación había sido la causa principal de su muerte; uno de ellos reportó «catorce drogas en el cuerpo de Elvis, diez en cantidad significativa». El historiador forense y patólogo Michael Baden considera que la situación es complicada: «Elvis había tenido una cardiomegalia durante mucho tiempo. Esto, junto con su adicción a las drogas, causó su muerte. Pero fue difícil de diagnosticar; fue una llamada a juicio».
La competencia y la ética de dos de los profesionales médicos involucrados se cuestionaron seriamente. Antes de que la autopsia se completara y de que se conocieran los resultados del estudio toxicológico, el Dr. Jerry Francisco declaró la arritmia como la causa de muerte, una condición que puede determinarse solo en alguien que todavía está vivo. Las acusaciones de encubrimiento pasaron a generalizarse. Mientras que al médico principal de Presley, el Dr. Nichopoulos, se le exoneró de responsabilidad penal por el fallecimiento del cantante, los hechos se mostraron a sí mismos como sorprendentes: «en solo los primeros ocho meses de 1977 tenía [prescritas] más de 10 000 dosis de sedantes, anfetaminas y estupefacientes: todo a nombre de Elvis.» Su licencia se le suspendió poco después durante tres meses. En la década de 1990 finalmente se le revocó de forma permanente después de que la Junta Médica de Tennessee presentara nuevos cargos.
En 1994, la autopsia de Presley se examinó de nueva cuenta. El Dr. Joseph Davis declaró: «no hay nada en cualquiera de los datos que apoye una muerte por sobredosis. De hecho, todo apunta a un ataque cardíaco súbito y violento». Ya sea que la intoxicación por medicamentos fuera o no la causante de su fallecimiento, no hay duda de que la polimedicación contribuyó a la muerte prematura de Presley.

## Problemas raciales
Cuando Dewey Phillips estrenó «That's All Right» en la radio de Memphis, muchos radioescuchas contactaron con la estación por teléfono y telegrama para pedir de nuevo que asumieran que era un cantante negro. Desde el comienzo de su fama nacional, Presley expresó su respeto por los artistas afroamericanos y su música, así como su desconocimiento de las normas de segregación y los prejuicios raciales que prevalecían en el sur. En una entrevista de 1956, recordó cómo en su infancia escuchaba al cantante de blues Arthur Crudup (el creador de «That's All Right») «cantando como yo lo hago ahora, y dije que si alguna vez pudiera llegar al lugar donde pudiera sentir todo lo que el viejo Arthur siente, me convertiría en un músico como nunca nadie lo ha visto». The Memphis World, un periódico afroamericano, informó que Presley, «el fenómeno del rock and roll», «quebrantó las leyes de segregación de Memphis» asistiendo al parque de atracciones local, en la que fue designada como su «noche color». Esas declaraciones y acciones llevaron a Presley a ser aclamado entre la comunidad negra durante los primeros años de su estrellato. Por el contrario, según Arnold Shaw de Billboard, a muchos adultos blancos «no les gustaba y lo condenaron como depravado. Sin duda, el prejuicio anti-negro influyó en su antagonismo con los adultos. Independientemente de si los padres son conscientes de los orígenes sexuales negros de la frase rock and roll, Presley los impresionó al ser la representación visual y auditiva del sexo».
A pesar de la imagen en gran medida positiva que tenían los afroamericanos de Presley, a mediados de 1957 se esparció un rumor en el que se aseguraba que el cantante había en algún momento anunciado que «lo único que los negros pueden hacer por mí es comprar mis discos y lustrar mis zapatos». Un periodista de la publicación afroamericana Jet, Louie Robinson, le dio seguimiento a la historia. En el set de El rock de la cárcel, Presley le concedió una entrevista, aunque él ya no trataba con la prensa. Negó haber hecho una declaración que en cualquier forma pudiese ser vista como racista. Robinson no encontró ninguna prueba de que Presley hubiera realizado tal comentario y por el contrario, se topó con el testimonio de muchas personas que afirmaban que Presley era cualquier cosa, menos racista. El cantante de blues Ivory Joe Hunter, que había oído el rumor antes de que visitara Graceland, informó de Presley: «me mostró gran cortesía, y creo que es uno de los mejores». Aunque la observación rumoreada fue totalmente desacreditada en el momento, aún se utilizaba contra Presley décadas más tarde. La identificación de Presley con el racismo (ya sea personal o simbólicamente) se expresó principalmente en la letra del éxito rap de 1989 «Fight the Power», por Public Enemy: «Elvis fue un héroe para la mayoría / pero nunca significó ni una mierda para mí / fue un racista recto ese mamón / simple y llano».
La persistencia de esas actitudes se alimentó del resentimiento por el hecho de que Presley, forma de hablar en cuestión y su estilo musical y visual le debía mucho a la cultura afroamericana, logró el reconocimiento cultural y el éxito comercial que se le negó en gran medida a sus compañeros negros. En el siglo XXI, la noción de que Presley «robó» la música negra todavía tiene defensores. Uno de los artistas afroamericanos más notables en rechazar expresamente este punto de vista es Jackie Wilson, quien argumentó: «muchas personas han acusado a Elvis de robar la música de los negros, cuando de hecho casi cada solista negro copió las actuaciones de Elvis». A lo largo de su carrera, Presley claramente reconoció su deuda. Al hablar a su audiencia en el especial del regreso de 1968 dijo: «el rock and roll es básicamente gospel o rhythm & blues, o surgió a partir de ambos. La gente ha ido acrecentándolo, añadiendo instrumentos, experimentando con él, pero todo se reduce a [eso]». Nueve años antes, también declaró: «el rock and roll ha existido durante muchos años. Solía llamarse rhythm & blues».

## Influencia del coronel Parker y otros

### Parker y los hermanos Aberbachs
Una vez que se convirtió en el mánager de Presley, el coronel Tom Parker insistió en mantener un control excepcionalmente estrecho sobre la carrera de su cliente. Él y sus aliados de Hill & Range, los hermanos Jean y Julian Aberbach, percibieron la relación estrecha que se desarrolló entre Presley y los compositores Jerry Leiber y Mike Stoller como una grave amenaza para ese control. Parker terminó la relación, deliberadamente o no, con el nuevo contrato que envió a Leiber a principios de 1958. Leiber creyó que había un error, la hoja de papel estaba en blanco, excepto por la firma de Parker y una línea que decía: «No hay ningún error, muchacho, solo fírmalo y devuélvelo. No te preocupes, la rellenaremos más tarde». Leiber la rechazó, y terminó la fructífera colaboración de Presley con el equipo de composición. Otros cantautores respetados perdieron su interés o simplemente evitaron escribir para Presley debido a la exigencia de Parker de renunciar a un tercio de sus regalías habituales.
En 1967, Parker tenía contratos con Presley que le daban el 50 % de la mayoría de las ganancias del cantante en mercancía, grabaciones y películas. A partir de febrero de 1972, tomó una tercera parte de las ganancias de sus presentaciones en vivo y posteriormente la mitad, gracias a un acuerdo en enero de 1976. Priscilla Presley señaló que «Elvis detestaba la parte empresarial de su carrera. Firmaría un contrato sin siquiera leerlo». El amigo de Presley, Marty Lacker, considera a Parker como un «mentiroso y un estafador. Solo estaba interesado en el 'ahora dinero': ganar la plata y desaparecer».
A principios de 1969, Lacker fue el principal instrumento para convencer a Presley de que trabajara con el productor de Memphis Chips Moman, y sus músicos seleccionados en el American Sound Studio. Estas sesiones representan un cambio significativo del control que habitualmente ejercía Hill & Range. Moman todavía tuvo que lidiar con el personal de edición, cuyas sugerencias las consideraba inaceptables. Estuvo a punto de renunciar, hasta que Presley ordenó sacar al personal de Hill & Range del estudio. Aunque Joan Deary, ejecutivo de RCA, fue aclamado con elogios por la selección de canciones del productor y la calidad de las grabaciones, Moman, para su desgracia, no recibió el crédito por las grabaciones ni regalías por su trabajo.
A lo largo de toda su carrera, Presley se presentó en solo tres lugares fuera de los Estados Unidos, todos ellos en Canadá, durante las breves giras de 1957. En 1974, crecieron algunos rumores de que se presentaría en el extranjero por primera vez, cuando se conoció sobre una oferta de millones de dólares para realizar una gira por Australia. Parker se mostró reacio a aceptar la oferta, lo cual llevó a Presley a especular sobre el pasado de su mánager y los motivos de su aparente falta de voluntad para solicitar un pasaporte. Parker rechazó en definitiva cualquier proyecto de Presley para trabajar en el extranjero, y afirmó que la seguridad en el exterior era pobre y que los recintos eran inadecuados para una estrella de su magnitud.
Parker posiblemente ejerció un control aún más estricto sobre la carrera cinematográfica de Presley. En 1957, Robert Mitchum le pidió a Presley coprotagonizar con él la cinta Thunder Road, en la que Mitchum había sido escritor y productor. Según George Klein, uno de sus amigos más antiguos, a Presley le ofrecieron papeles en West Side Story y Midnight Cowboy. En 1974, Barbra Streisand se acercó a Presley para que protagonizara con ella el remake de A Star is Born. En cada caso, las ambiciones que pudo haber tenido el cantante para realizar estos papeles se vieron frustradas por las demandas de su mánager en las negociaciones o por la simple negación de su parte. Según Lacker, «lo único que mantuvo en pie a Elvis después de sus primeros años era encontrar un nuevo desafío. Pero Parker mantuvo todo dentro del terreno de juego». La actitud operativa puede estar resumida mejor por la respuesta que Leiber y Stoller recibieron cuando llevaron un proyecto serio para Presley a Parker y a los propietarios de Hill & Range para su consideración. En el relato de Leiber, Jean Aberbach les advirtió que «nunca más intentaran interferir con el negocio o labores artísticas del proceso conocido como Elvis Presley».

### Mafia de Memphis
En la década de 1960, el círculo de amigos con los que Presley constantemente se relacionó hasta su muerte llegó a conocerse como la «mafia de Memphis». «Rodeado por su presencia parásita», como el periodista John Harris dice, «no es de extrañar que, cuando cayó en la adicción y en el letargo, nadie activó la alarma: para ellos, Elvis era el banco, y tenía que permanecer abierto». Tony Brown, quien tocó el piano para Presley regularmente en los dos últimos años de vida del cantante, observó un rápido declive en su salud y la necesidad urgente de abordarlo, «pero todos sabíamos que no había esperanza, porque Elvis estaba rodeado por ese pequeño círculo de personas... todos esos que llamaba amigos». En defensa de la mafia de Memphis, Marty Lacker dijo: «[Presley] fue su propio hombre. [...] Si no hubiésemos estado a su alrededor, habría muerto mucho antes».
Larry Geller se convirtió en el estilista de Presley en 1964. A diferencia de los otros miembros de la «mafia de Memphis», estaba interesado en cuestiones espirituales y recuerda cómo, desde su primera conversación, Presley le reveló sus pensamientos secretos e inquietudes: «quiero decir que tiene que haber un propósito... tiene que haber una razón... por qué fui elegido para ser Elvis Presley. ... juro por Dios, que nadie sabe lo solo que estoy. Y lo vacío que me siento realmente». De esta forma, Geller le dio libros sobre religión y el misticismo, que el cantante leyó vorazmente. Presley estaba preocupado por varias cuestiones en gran parte de su vida, llevando montones de libros con él en sus giras.

## Símbolo sexual

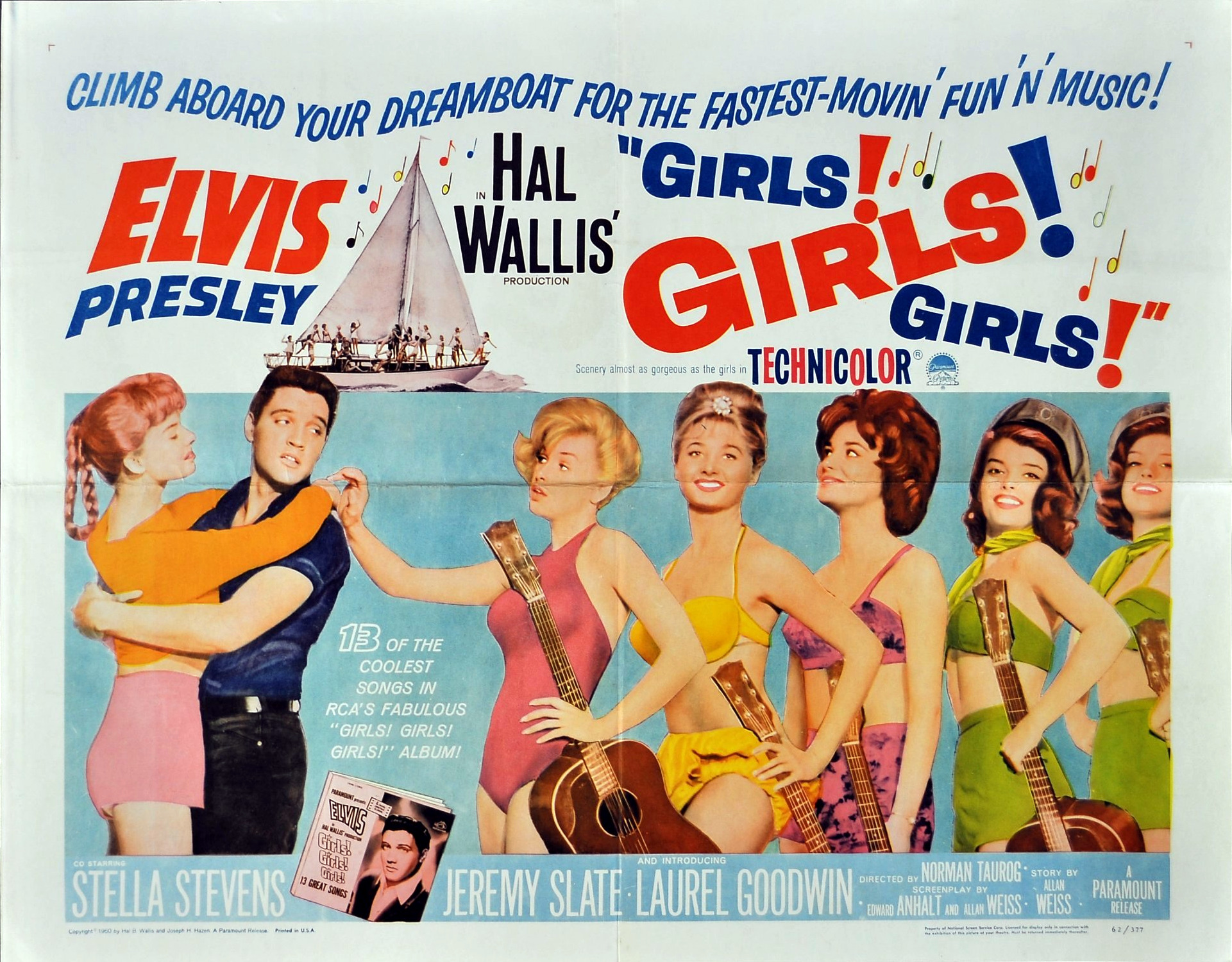
El título y la promoción de Girls! Girls! Girls! (1962) aprovechó el estatus de símbolo sexual de Presley.

El atractivo físico y sexual de Presley fue ampliamente reconocido. En palabras del crítico Mark Feeney, «era hermoso, increíblemente hermoso». El director de televisión Steve Binder, quien no era un fanático de la música de Presley antes de ver el especial del regreso de 1968, informó: «soy totalmente hetero y tengo que decirles que te detenías a mirarlo ya fueras hombre o mujer. Él tenía esa buena pinta. Y si no sabías que era una superestrella, no había ninguna diferencia; si entraba a la habitación, se sabía que alguien especial estaba en tu presencia». El estilo de su actuación, tanto como su belleza física, fue el responsable de la imagen erotizada de Presley. En 1970, el crítico George Melly lo describió como «el maestro de la sonrisa sexual, tratando a su guitarra como si fuera falo y chica». En su obituario de Presley, Lester Bangs lo acreditó como «el hombre que llevó abiertamente el flagrante y vulgar frenesí sexual a las artes populares en Estados Unidos». La declaración de Ed Sullivan de que percibía una botella de soda en los pantalones de Presley, se hizo eco en rumores de un tubo de papel o una barra de plomo colocada de la misma forma.
Mientras que Presley fue comercializado como un icono de la heterosexualidad, algunos críticos culturales han argumentado que su imagen era ambigua. En 1959, Peter John Dyer de la revista Sight and Sound, describió su rol en la pantalla como «agresivamente bisexual en apariencia». Brett Fermer colocó los «giros orgásmicos» de la secuencia de baile en El rock de la cárcel dentro de una serie de números musicales cinematográficos que ofrecen una «erotización espectacular, a la vez de una homoerotización de la imagen masculina». En el análisis de Yvonne Tasker, «Elvis fue una figura ambivalente que articuló una peculiar versión feminizada de la masculinidad de la clase trabajadora blanca como una pantalla de agresividad sexual».
Lo que reforzó la imagen de Presley como un símbolo sexual fueron los reportes de sus aventuras con varias estrellas de Hollywood, desde Natalie Wood en la década de 1950, pasando por Connie Stevens y Ann-Margret en los años 1960, hasta Candice Bergen y Cybill Shepherd en la década de 1970. June Juanico de Memphis, una de las primeras parejas de Presley, posteriormente culpó a Parker de alentar a elegir a sus citas con fines publicitarios en mente. Sin embargo, Presley nunca se sintió cómodo bajo la escena de Hollywood, y la mayoría de estas relaciones eran insustanciales.

## Legado
| Su música y su personalidad, fusionando los estilos del country blanco y el rhythm and blues negro, cambió permanentemente el rostro de la cultura popular estadounidense. Su popularidad fue inmensa, y fue un símbolo para la gente del mundo de la vitalidad, la rebeldía y el buen humor de su país. —— Jimmy Carter, 17 de agosto de 1977. |

En 1956, la atención que Estados Unidos le prestó a Presley transformó el campo de la música pop y tuvo un gran efecto en el ámbito más amplio de la cultura popular. Como el catalizador de la revolución cultural que fue el rock and roll, Presley jugó un papel central no solo para definirlo como un género musical, sino también para darle un toque de la cultura juvenil y una actitud rebelde. Con su origen mestizo, afirmado reiteradamente por Presley, el rock and roll ocupó una posición central en la cultura estadounidense y facilitó una nueva aceptación y reconocimiento de la cultura negra. En este sentido, Little Richard dijo de Presley: «fue un integrador. Elvis fue una bendición. No dejaban pasar la música negra, pero él abrió la puerta para la música negra». Al Green mencionó: «Rompió el hielo para todos nosotros». Presley también demostró el enorme alcance de las celebridades en la era de la comunicación: a los 21 años de edad, después de un año de su primera aparición en la televisión estadounidense, era una de las personas más famosas del mundo.
La imagen y la voz de Presley son reconocidas alrededor del mundo. En los sondeos y encuestas, es reconocido como uno de los artistas más importantes de la música pop y uno de los más influyentes entre los estadounidenses. «Elvis Presley es la mayor fuerza cultural del siglo XX», dijo el compositor y director Leonard Bernstein. «Introdujo el ritmo a todo y todo cambió: la música, el idioma, la ropa. Es una nueva revolución social — los sesenta llegaron de ella». Bob Dylan describió su sensación después de escuchar por primera vez a Presley como «acabando de salir de la cárcel». En 2002 fue votado por décima vez en la encuesta televisiva de la ABC como «la estrella de rock más grande a nivel mundial».
En una edición del New York Times en el 25 aniversario de la muerte de Presley se afirmó: «todos los imitadores sin talento y todas las atroces imágenes en terciopelo negro pueden hacer que parezca poco más que un recuerdo lejano y perverso. Pero antes Elvis era un campeón, era su opuesto: una auténtica fuerza cultural. [...] Las innovaciones de Elvis son subestimadas porque en esta época de rock and roll, su música hard rock y su estilo sensual han triunfado completamente». Para algunos, no solo se consideran los logros de Presley, sino también sus fallos pues añaden más elementos a su legado, como en esta descripción de Greil Marcus:

Elvis Presley es una figura suprema en la vida estadounidense, cuya presencia, no importa cuán banal o predecible fue, no puede tener ninguna comparación real. ... El rango cultural de su música se ha ampliado hasta el punto donde incluyen no solo los éxitos del momento, sino también los recitales patrióticos, el gospel y el country puro y el blues realmente sucio. ... Elvis emergió como un gran artista, un gran rockero, un gran proveedor de schlock, un personaje de gran corazón, un gran pelmazo, un gran símbolo de potencia, un gran comicastro, una gran persona agradable y, sí, un gran estadounidense.

## Discografía
Se han publicado un gran número de grabaciones acreditadas a Elvis Presley, por lo que el número total de sus grabaciones originales asciende a entre 665 y 711, dependiendo de cuales se tomen en cuenta. El cantante comenzó su carrera y tuvo más éxito en una época cuando los sencillos eran el principal medio comercial de la música pop. En el caso de sus álbumes, la distinción entre los álbumes de estudio «oficiales» y otros formatos, a menudo no es clara. Además, la mayor parte de la década de 1960, su carrera se centró en bandas sonoras. Generalmente, en la década de 1970, sus álbumes más promocionados y más vendidos eran grabaciones en vivo. Este resumen discográfico muestra solo los álbumes que alcanzaron la cima de la lista principal de música pop en los Estados Unidos, el Billboard 200, o de la lista oficial de álbumes británicos, UK Albums Chart.
- 1956: Elvis Presley
- 1956: Elvis
- 1957: Loving You
- 1957: Elvis' Christmas Album
- 1960: Elvis Is Back!
- 1960: G.I. Blues
- 1961: Something for Everybody
- 1961: Blue Hawaii
- 1962: Pot Luck
- 1964: Roustabout
- 1969: From Elvis in Memphis
- 1973: Aloha from Hawaii: Via Satellite
- 1974: Elvis: A Legendary Performer Volume 1
- 1975: Promised Land
- 1976: From Elvis Presley Boulevard, Memphis, Tennessee
- 1977: Elvis' 40 Greatest
- 1977: Moody Blue
- 1977: Elvis in Concert
- 2002: ELV1S: 30 #1 Hits
- 2007: The King

## Lectura complementaria
- Allen, Lew (2007). Elvis and the Birth of Rock. Genesis. ISBN 1-905662-00-9.
- Ann-Margret and Todd Gold (1994). Ann-Margret: My Story. G.P. Putnam's Sons. ISBN 0-399-13891-9.
- Cantor, Louis (2005). Dewey and Elvis: The Life and Times of a Rock 'n' Roll Deejay. University of Illinois Press. ISBN 0-252-02981-X.
- Dickerson, James L. (2001). Colonel Tom Parker: The Curious Life of Elvis Presley's Eccentric Manager. Cooper Square Press. ISBN 0-8154-1267-3.
- Finstad, Suzanne (1997). Child Bride: The Untold Story of Priscilla Beaulieu Presley. Harmony Books. ISBN 0-517-70585-0.
- Goldman, Albert (1981). Elvis. McGraw-Hill. ISBN 0-07-023657-7.
- Goldman, Albert (1990). Elvis: The Last 24 Hours. St. Martin's. ISBN 0-312-92541-7.
- Klein, George (2010). Elvis: My Best Man: Radio Days, Rock 'n' Roll Nights, and My Lifelong Friendship with Elvis Presley. Virgin Books. ISBN 978-0-307-45274-0
- Marcus, Greil (1999). Dead Elvis: A Chronicle of a Cultural Obsession. Harvard University Press. ISBN 0-674-19422-5.
- Marcus, Greil (2000). Double Trouble: Bill Clinton and Elvis Presley in a Land of No Alternative. Picador. ISBN 0-571-20676-X.
- Moscheo, Joe (2007). The Gospel Side of Elvis. Center Street. ISBN 1-59995-729-9.
- Nash, Alanna (2010). Baby, Let's Play House: Elvis Presley and the Women Who Loved Him. It Books. ISBN 0-06-169984-5.
- West, Red, Sonny West, and Dave Hebler (como fue contado a Steve Dunleavy) (1977). Elvis: What Happened? Bantam Books. ISBN 0-345-27215-3.